# Wimbledon 2014
Wimbledon 2014 byl 128. ročník třetího tenisového grandslamu sezóny – nejstaršího a nejslavnějšího turnaje světa, který probíhal od pondělí 23. června do neděle 6. července 2014. Grand Slam se tradičně konal na travnatých dvorcích v londýnském All England Lawn Tennis and Croquet Clubu. Představoval jediný turnaj velké čtyřky hraný na tomto povrchu, který byl také součásti kalendáře profesionálních okruhů mužů ATP World Tour 2014 a žen WTA Tour 2014. Vítězové, vyjma soutěže smíšené čtyřhry, si do žebříčků připsali 2 000 bodů.
Turnaj organizovala Mezinárodní tenisová federace. Titul ve dvouhře obhajovali skotský hráč Andy Murray, který nestačil ve čtvrtfinále na Grigora Dimitrova a Francouzka Marion Bartoliová, která šest týdnů po zisku mísy Venus Rosewater ukončila kariéru.

## 128. ročník

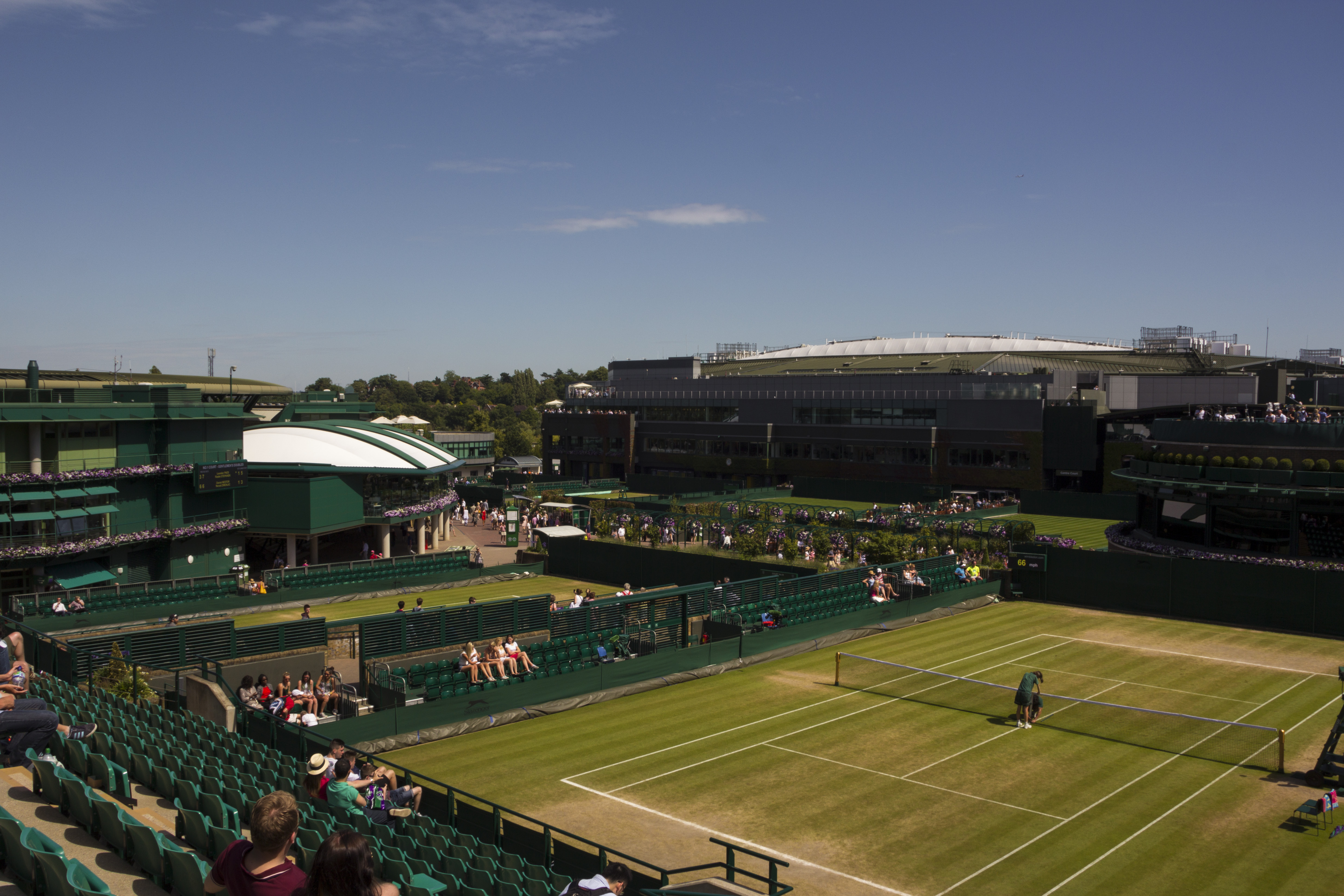
Areál All England Clubu během turnaje

128. ročník se tradičně odehrával v londýnském All England Lawn Tennis and Croquet Clubu. Premiérový ročník se v něm uskutečnil roku 1877 a na nové adrese v ulici Church Road oddíl sídlí od roku 1922. Z celkového počtu čtyřiceti devíti travnatých dvorců bylo pro grandslam využito devatenáct z nich, včetně tří největších: centrálního dvorce s kapacitou 15 000  diváků, kurtu č. 1 s kapacitou 11 500 přihlížejících a dvorce č. 2, do jehož ochozů se vtěsná 4 000 návštěvníků.
Grand Slam probíhal mezi 23. červnem až 6. červencem 2014 a zahrnoval soutěže mužské i ženské dvouhry, mužskou, ženskou a smíšenou čtyřhru, singly i debly juniorů a juniorek do 18 let v kategorii Grade A, turnaj legend, a také dvouhry a čtyřhry vozíčkářů v rámci okruhu handikapovaných UNIQLO Tour, turnaje zařazeného do kategorie Grand Slamu.
Novým mužským rekordem Wimbledonu se stala účast 37letého britského hráče Jamieho Delgada ve 23. ročníku turnaje bez přerušení, když v roce 2014 nastoupil po boku lucemburského tenisty Gillese Müllera do mužské čtyřhry. V prvních letech 1992–1995 odehrál juniorku. Následně se zúčastňoval singlové či deblových soutěží dospělých. Ve dvouhře byl nejdále ve druhém kole. Stávající rekord s 22 starty držel Mark Knowles. Absolutně nejvíce startů v řadě zaznamenala na wimbledonské trávě Britka Virginia Wadeová, když odehrála 26 ročníků. Martina Navrátilová se v All England Clubu bez přerušení objevila 24krát. Švýcar Roger Federer také navýšil rekord v počtu startů v grandslamové dvouhře za sebou, když od Australian Open 2000 nechyběl na žádném z padesáti devíti majorů. 

### Singlové soutěže

#### Mužská dvouhra
Výhrou v úvodním kole nad Slovákem Martinem Kližanem dosáhl první hráč světa Rafael Nadal na jubilejní 700. výhru na okruhu ATP Tour. Po výhře nad 24. nasazeným Francouzem Gaëlem Monfilsem postoupil na svém pátém grandslamu Jiří Veselý poprvé do třetí kola majoru, v němž nestačil na 144. australského hráče žebříčku Nicka Kyrgiose, startujícího stejně jako Čech na divokou kartu. Ten následně vyřadil Nadala a čtvrtfinálovou účastí zaznamenal svůj nejlepší výsledek dosavadní kariéry. 

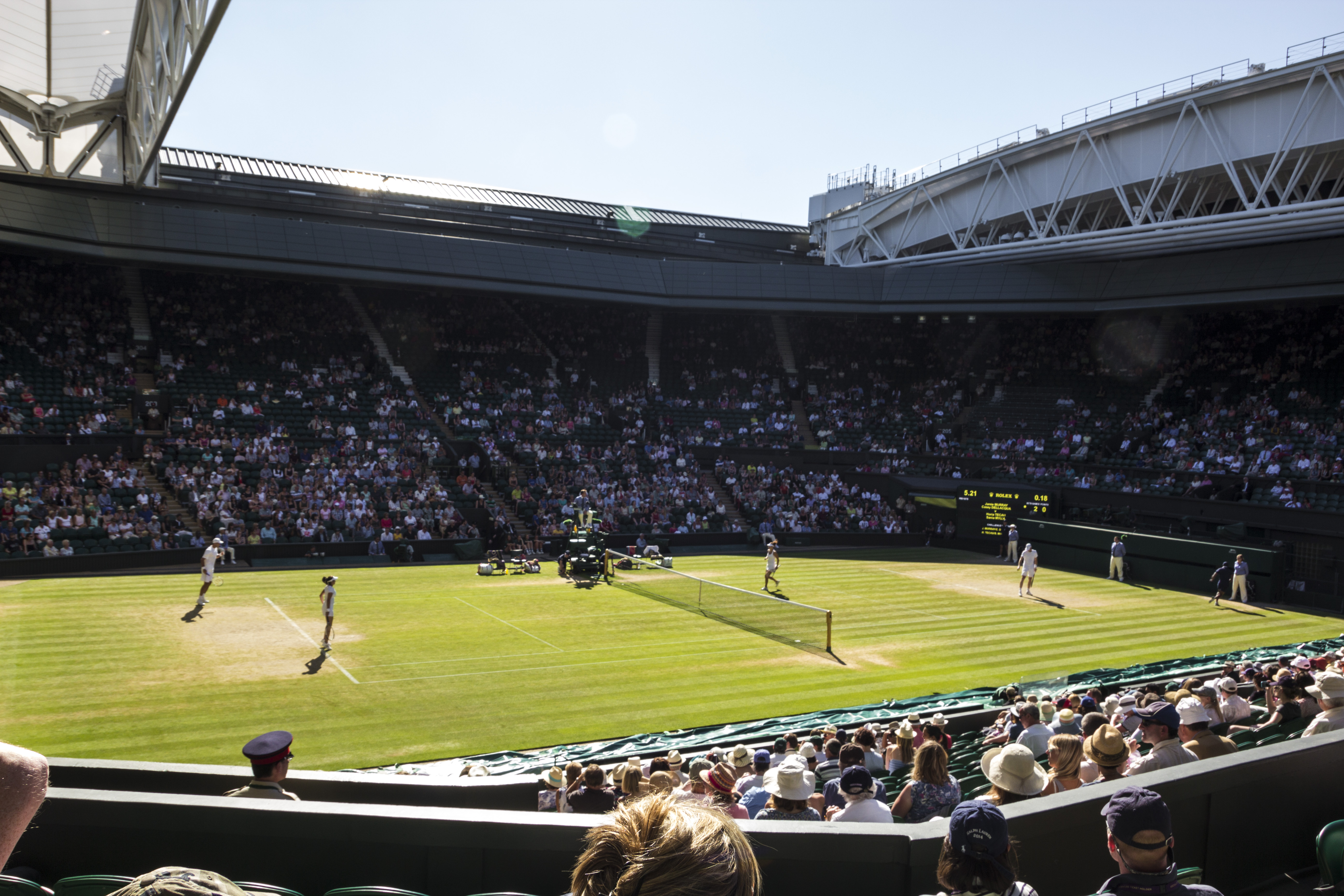
Zápas mixu na centrálním dvorci

Francouzská turnajová čtrnáctka Jo-Wilfried Tsonga odehrála každý z úvodních dvou duelů ve dvou dnech. Dvojnásobný semifinalista londýnské události tak neměl před zápasem třetího kola ani jeden volný den. Nejdříve si poradil se zkušeným Rakušanem Jürgenem Melzerem v pěti setech a poté opět v pětisetové bitvě zdolal Američana Sama Querreyho. Utkání bylo přerušeno ve středu za stavu gamů 9:9 v pátém dějství, aby jej francouzský hráč získal v dalším odpoledni poměrem her 14:12. V osmifinále však nestačil na Novaka Djokoviće.
Prohrou v 1. kole od Federera se 83. tenista italský světa Paolo Lorenzi dotáhl na rekordní zápis Australana Marinka Matosevice, když ani potřinácté v řadě nepřešel úvodní kolo hlavní soutěže grandslamové dvouhry. Nejdále z Američanů se podíval devátý nasazený John Isner s dělovým servisem, který zde v roce 2010 odehrál nejdelší utkání tenisové historie. Premiérově v kariéře usiloval na dvorcích All England Clubu o postup do osmifinále. Tři ze čtyř tiebreaků proti turnajové devatenáctce Felicianu Lópezovi ovšem nezvládl. Poprvé po 103 letech wimbledonského turnaje se tak do osmifinále ženské ani mužské dvouhry neprobojoval žádný americký tenista. Naposledy předtím zástupci amerického tenisu chyběli v této fázi během ročníku 1911.

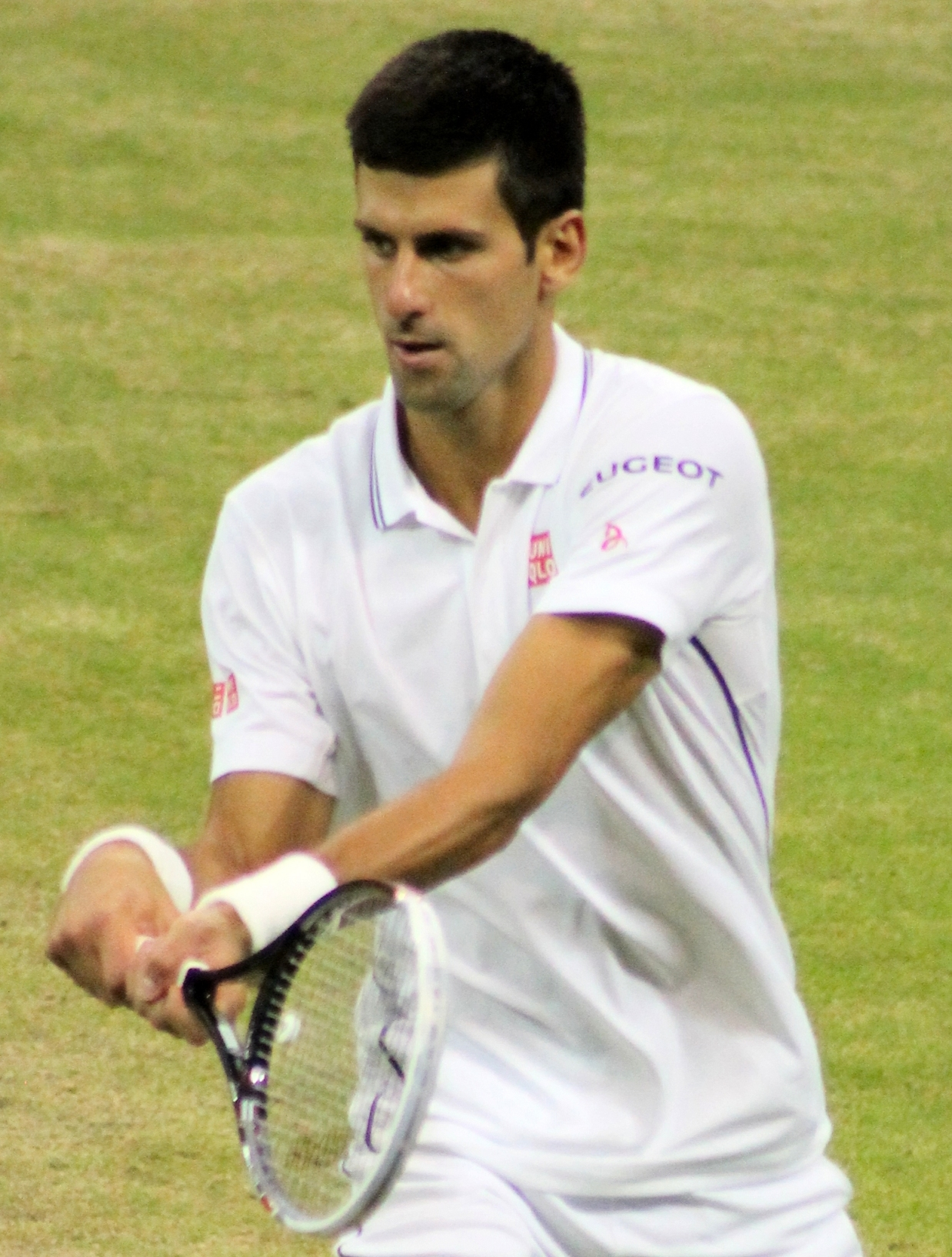
Novak Djoković vyhrál druhý titul

Poprvé si čtvrtfinále na londýnském grandslamu zahrál pátý nasazený Stanislas Wawrinka proti krajanu Rogeru Federerovi. Jednalo se o vůbec první výlučně švýcarské čtvrtfinále ve 128leté historii Wimbledonu. Svou 42. čtvrtfinálovou účastí v grandslamové dvouhře překonal Federer stávající rekord Američana Jimmyho Connorse. Švýcar také kritizoval nový předpis znamenající přísnější dodržování bílého oblečení hráčů, jenž předepsal nosit i bílé spodní oblečení s maximálně centimetrovým barevným proužkem.
Vůbec poprvé prošel do semifinále grandslamu jedenáctý nasazený Bulhar Grigor Dimitrov poté, co mezi poslední osmičkou vyřadil 3:0 na sety skotského obhájce titulu Andyho Murrayho. Po Cvetaně Pironkovové se stal teprve druhým bulharským tenistou historie, jenž se probojoval do semifinále singlu na Grand Slamu.
Premiérové semifinále majoru ve své kariéře hrál také osmý nasazený Kanaďan Milos Raonic, který do něj prošel přes australské překvapení turnaje Nicka Kyrgiose. V něm však nestačil na Rogera Federer. Tomu v každém setu trvajícím málo přes půl hodiny postačil jeden break, aby zvítězil 6–4, 6–4, 6–4.Basilejský rodák postoupil již do svého devátého wimbledonského finále, když všechny odehrané semifinálové duely zvládl.

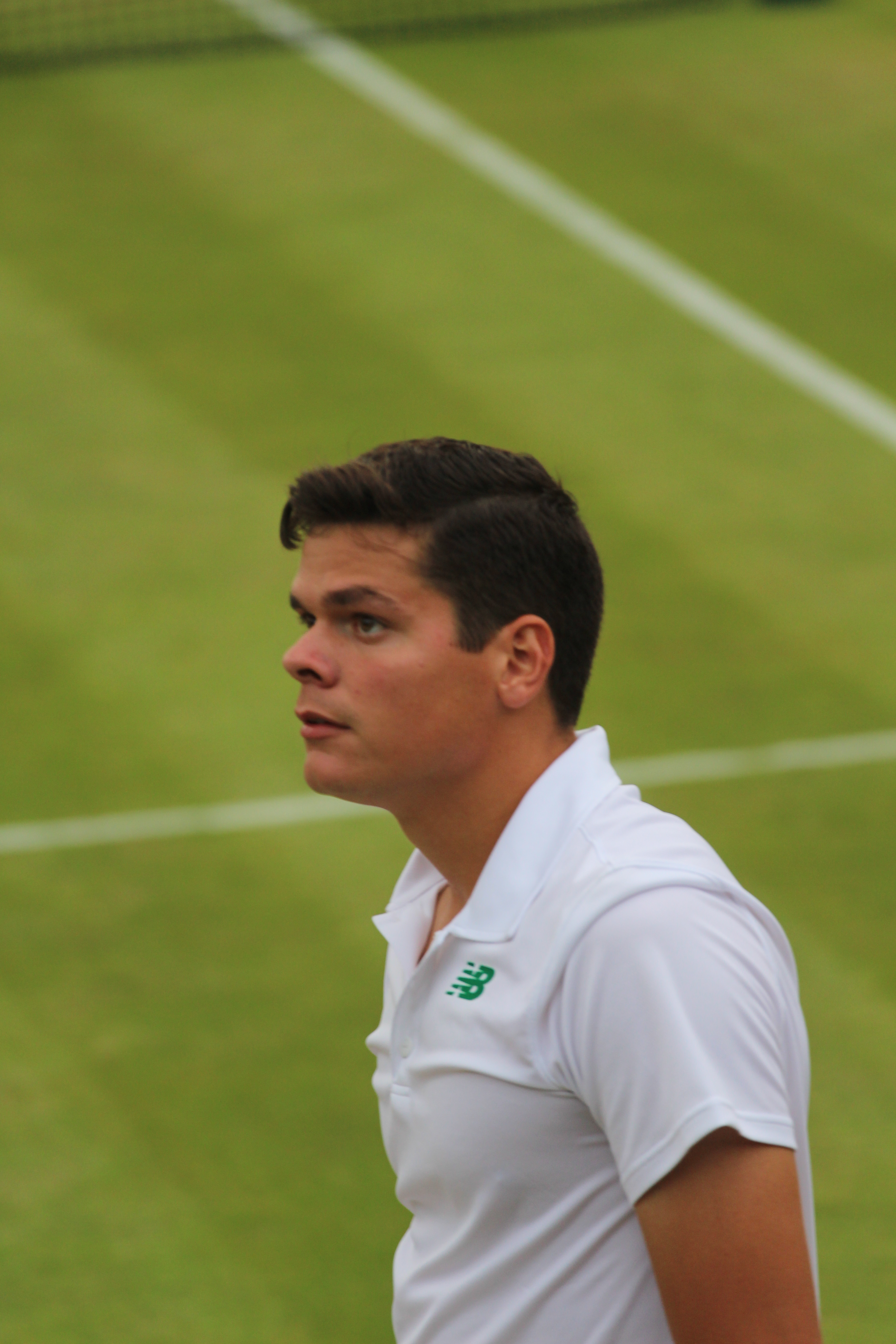
První semifinále na grandslamu odehrál Milos Raonic

Kyrgios byl již na prahu vyřazení ve druhém kole, ve kterém odvrátil devět mečbolů třináctému nasazenému Francouzi Richardu Gasquetovi a po pětisetovém dramatu dokázal vyhrát. Poté byl strůjcem dalšího překvapení soutěže, když v osmifinále vyřadil úřadující světovou jedničku a dvojnásobného wimbledonského vítěze Rafaela Nadala.
Nejvýše nasazený Srb Novak Djoković ztratil v úvodních čtyřech zápasech jen jediný set. Ve čtvrtfinále přešel přes chorvatskou turnajovou dvacet šestku Marina Čiliće po pětisetové bitvě, když doháněl ztrátu 1:2 na sady. Čilić se ve třetím kolem postaral o překvapení, když zdolal finalistu z roku 2010 a světovou šestku Tomáše Berdycha po třísetovém průběhu. V semifinále si Djoković poradil s nebezpečným Dimitrovem výsledkem 6–4, 3–6, 7–6 a 7–6.
Finálové klání mezi Djokovićem a Federerem bylo 35. vzájemným střetnutím, čímž vyrovnali zápasovou bilanci svých trenérů přítomných v lóži Beckera a Edberga. Úvodní set dospěl do tiebreaku, z něhož vyšel vítězně Švýcar poměrem míčů 9:7, přestože v něm čelil dvěma setbolům za stavu 5:6 a 6:7. Ztráta jeho podání ve třetí hře druhého dějství stačila Srbovi ke srovnání sad na 1–1. Federer tak podruhé v celém turnaji přišel o servis.

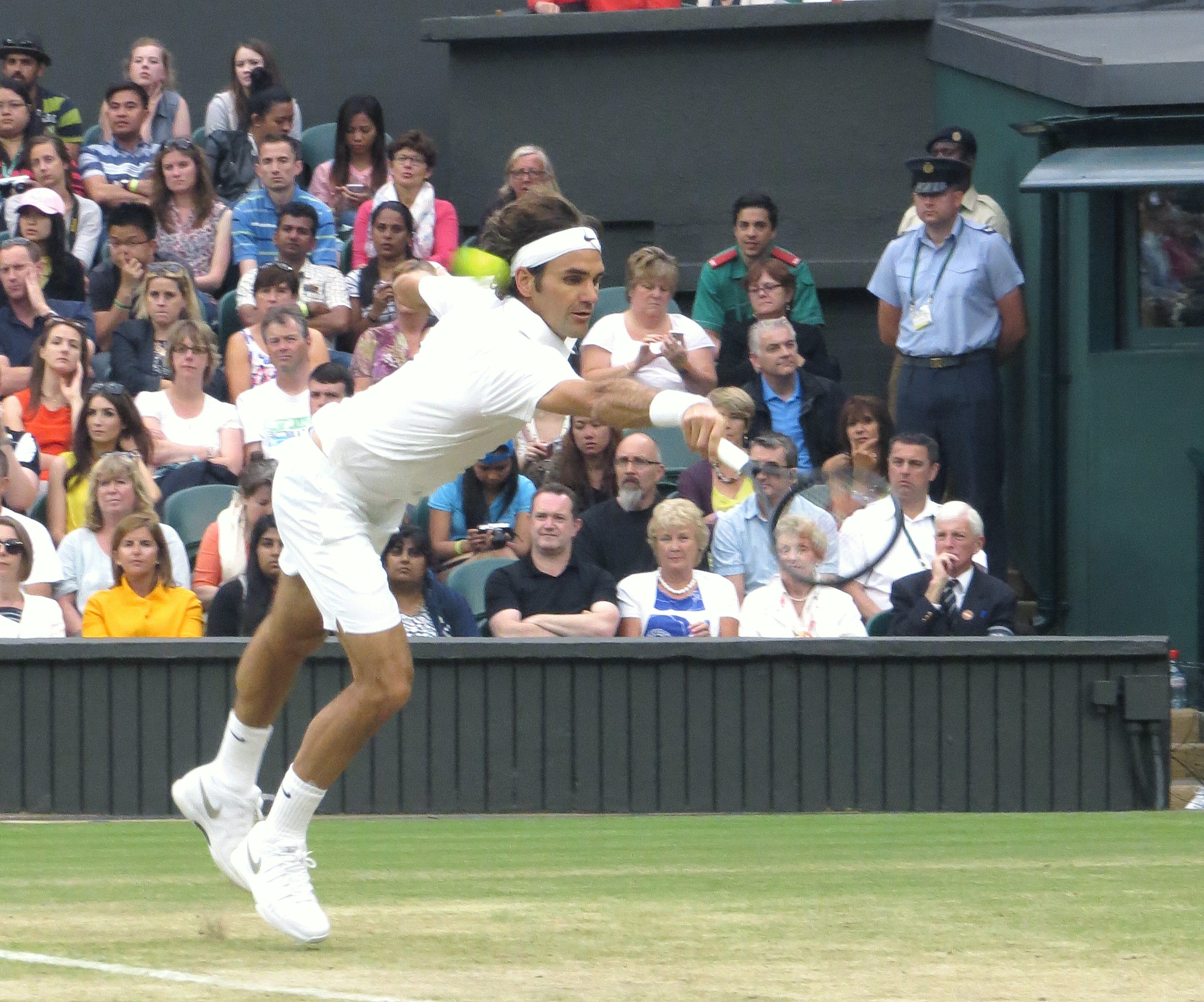
Roger Federer postoupil do 9. wimbledonského finále

Třetí fáze finále se obešla bez prolomeného podání. Ve zkrácené hře tentokrát dominoval Jihoslovan poměrem míčů 7:4. Ve čtvrté sadě následovaly tři breaky v řadě, počínaje čtvrtým gamem. Djoković již vedl 5–2. Za stavu 5–3 podával na vítězství, ale zakončení duelu nezvládl. V následujícím gamu odvrátil Švýcar mečbol za stavu 30:40, když mu pomohlo jestřábí oko, které opravilo původně zahlášený aut na eso. Obrat v setu sedminásobný vítěz dovršil breakem na 7–5 a vynucením si rozhodující sady. V ní měl první příležitost prolomit podání švýcarský hráč za stavu her 3–3. Nevyužil ji, stejně jako soupeř tři příležitosti v následujícím gamu. K dalším dvěma breakbolům se Srb propracoval za stavu 5–4 na gamy a druhý z nich již proměnil díky Federerově bekhendu do pásky. To znamenalo vítězný konec zápasu i celého turnaje.
Djoković získal po třech letech druhý wimbledonský titul a celkem sedmou trofej z Grand Slamu, první od Australian Open 2013. V pondělní aktualizaci žebříčku ATP ze 7. července se vrátil na pozici světové jedničky, kde vystřídal Nadala, a zahájil svůj 102. týden na čele světové klasifikace. Na předchozích 16 grandslamech se neprobojoval do finále jen čtyřikrát. Ve středu po turnaji byla naplánována jeho svatba s Jelenou Rističovou. Po dohrání uvedl: „Chci ho věnovat mé budoucí manželce a mému dítěti, které přijde na svět. Brzy se stanu otcem, takže se na to stále připravuju. Tohle je skvělá část mého života. Titul musím věnovat i rodičům a celému týmu, který mě stále podporuje.“ Federer prohrál třetí grandslamové finále z posledních pěti, v téměř 33 letech, jako třetí nejstarší finalista Wimbledonu v open éře. Starším dvojnásobným finalistou byl pouze Ken Rosewall v letech 1970 a 1974.

#### Ženská dvouhra

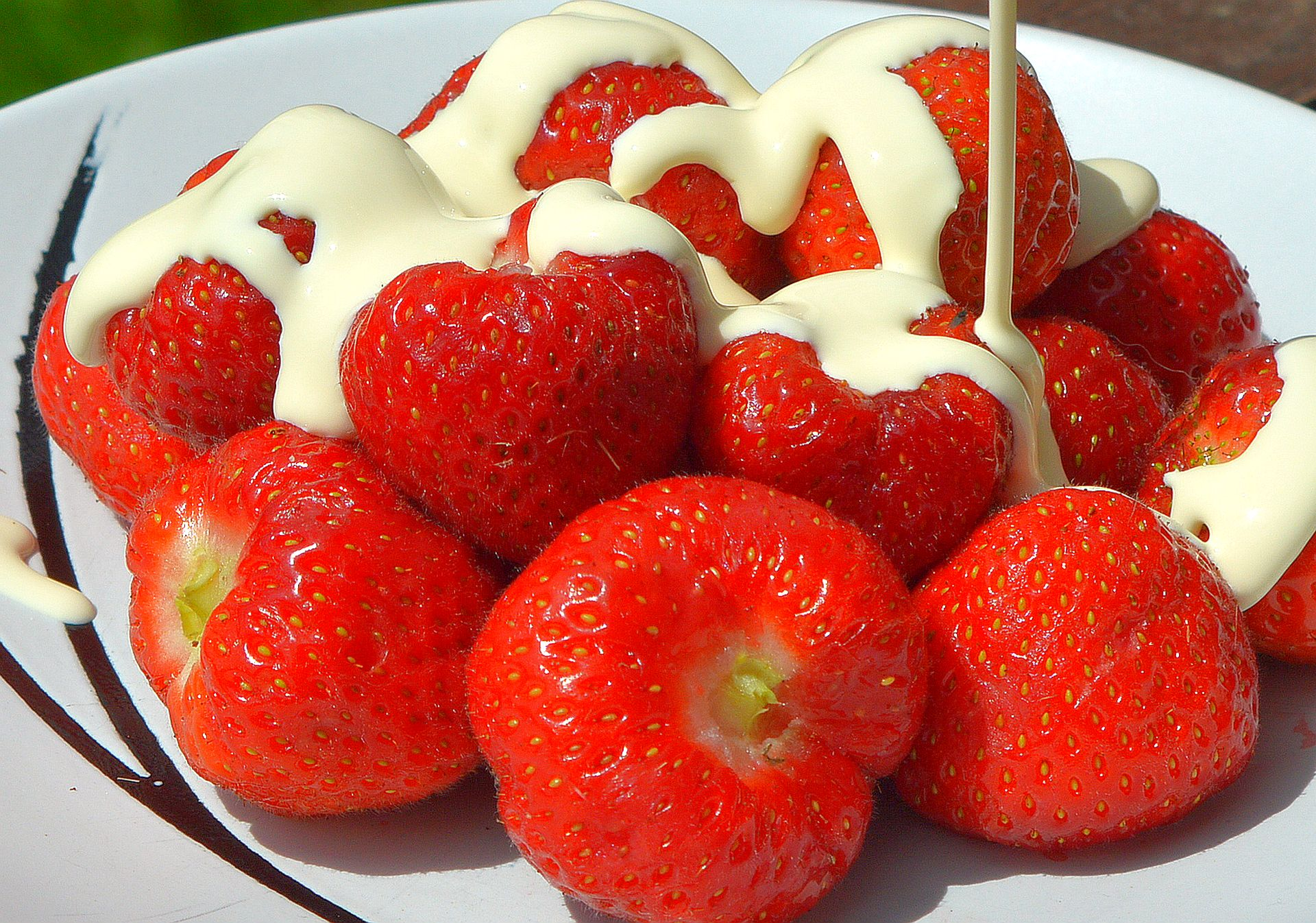
Tradiční jahody se šlehačkou

Pětinásobná šampiónka a americká světová jednička Serena Williamsová vypadla ve třetím kole s francouzskou 25. nasazenou Alizé Cornetovou po setech 6–1, 3–6 a 4–6. Poprvé od ročníku 2005 tak favoritka skončila v All England Clubu před branami osmifinále. Po dvou gamech zamířily hráčky do šatny pro déšť. Následně vyhrála Williamsová pět her v řadě a získala úvodní sadu. Ve druhé čelila hrozbě „kanára“, když prohrávala již 0–5 na gamy. Po zvládnutém třetím dějství francouzská vítězka sdělila: „Tohle je největší překvapení turnaje, ona je jednička a nemůžu uvěřit, že jsem se o to postarala já … Před pár lety jsem na trávě nedokázala skoro hrát a teď jsem tady porazila Serenu Williamsovou.“ Přispěla tak ke slabšímu výsledku zástupců Spojených států, když nikdo z amerických singlistů nepřešel poprvé po 103 letech třetí kolo.

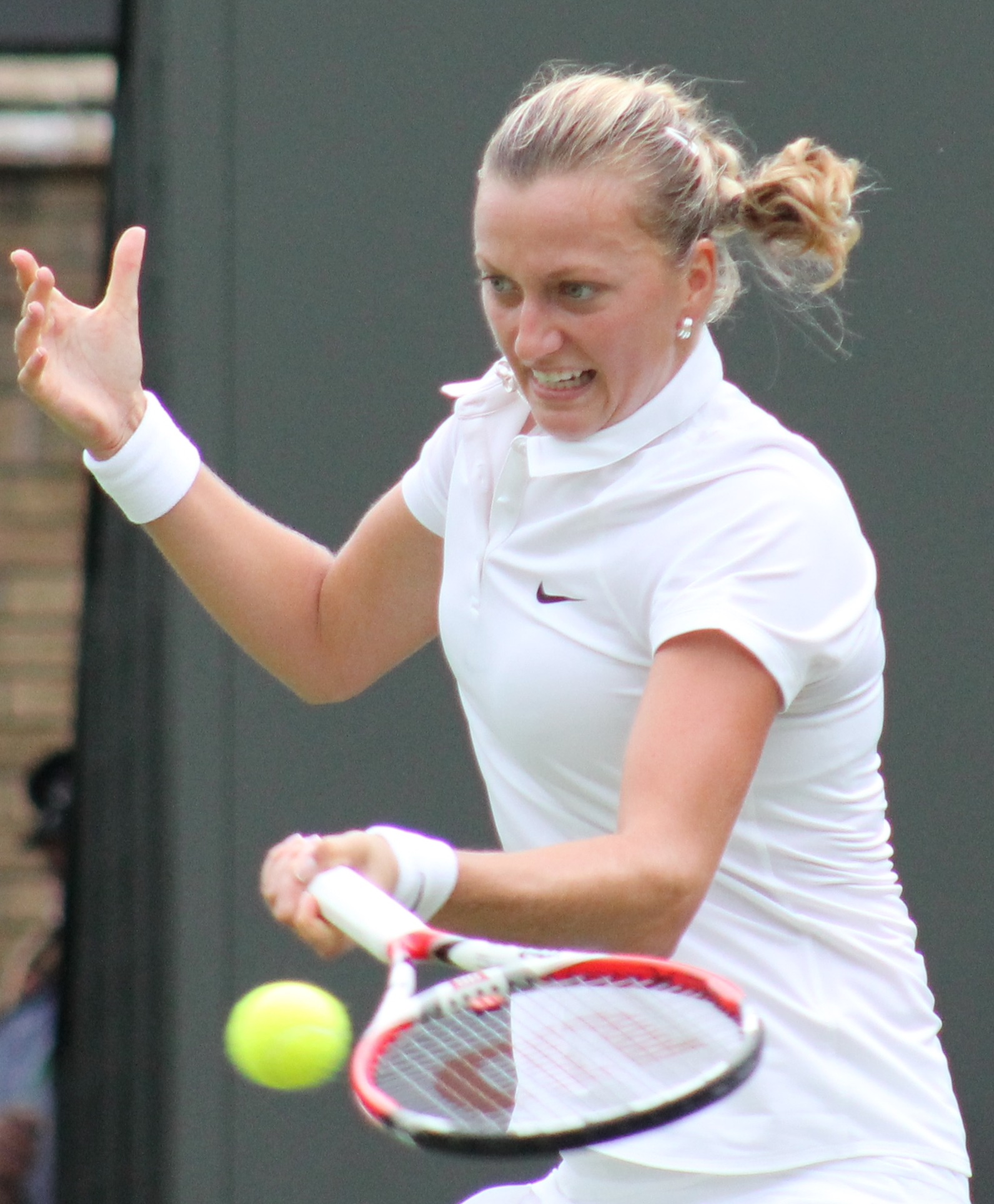
Petra Kvitová vybojovala druhý titul

Třetí fázi nepřešla ani čínská světová dvojka Li Na, která skončila na raketě Barbory Záhlavové-Strýcové, která svou formu před grandslamem potvrdila finálovou účastí na birminghamském AEGON Classic 2014. Stejně jako na předcházejícím French Open 2014 tak dvě nejvýše nasazené tenistky vypadly již v prvním týdnu. Ve čtvrtém kole si Češka poradila s bývalou světovou jedničkou a desátou nasazenou Caroline Wozniackou. Dánce tak zmařila šanci stát se 12. aktivní tenistkou, jež by zkompletovala čtvrtfinálové účasti na všech čtyřech grandslamech. Naopak Záhlavová-Strýcová prošla premiérově do čtvrtfinále grandslamové dvouhry, když až na 33. pokus během turnajů velké čtyřky zůstala v pavouku i druhý týden.
Poprvé v otevřené éře tenisu se do osmifinále majoru probojovaly čtyři české tenistky. Vedle Záhlavové-Strýcové, také 24letá Petra Kvitová, 27letá Lucie Šafářová a 19letá Tereza Smitková, když všechny figurovaly v dolní polovině pavouku. Smitková zažívala debut v hlavní soutěži majoru poté, co jako 175. tenistka žebříčku WTA zvládla tři kvalifikační kola. Ve třetí fázi dvouhry odvrátila dva mečboly se Srbkou Bojanou Jovanovskou. Mezi poslední šestnáctkou ji však deklasovala Šafářová, na níž uhrála jen dva gamy. Na turnaji však zahrála druhý nejvyšší počet – 30 es, když ji v této statistice předčila jen Kvitová.

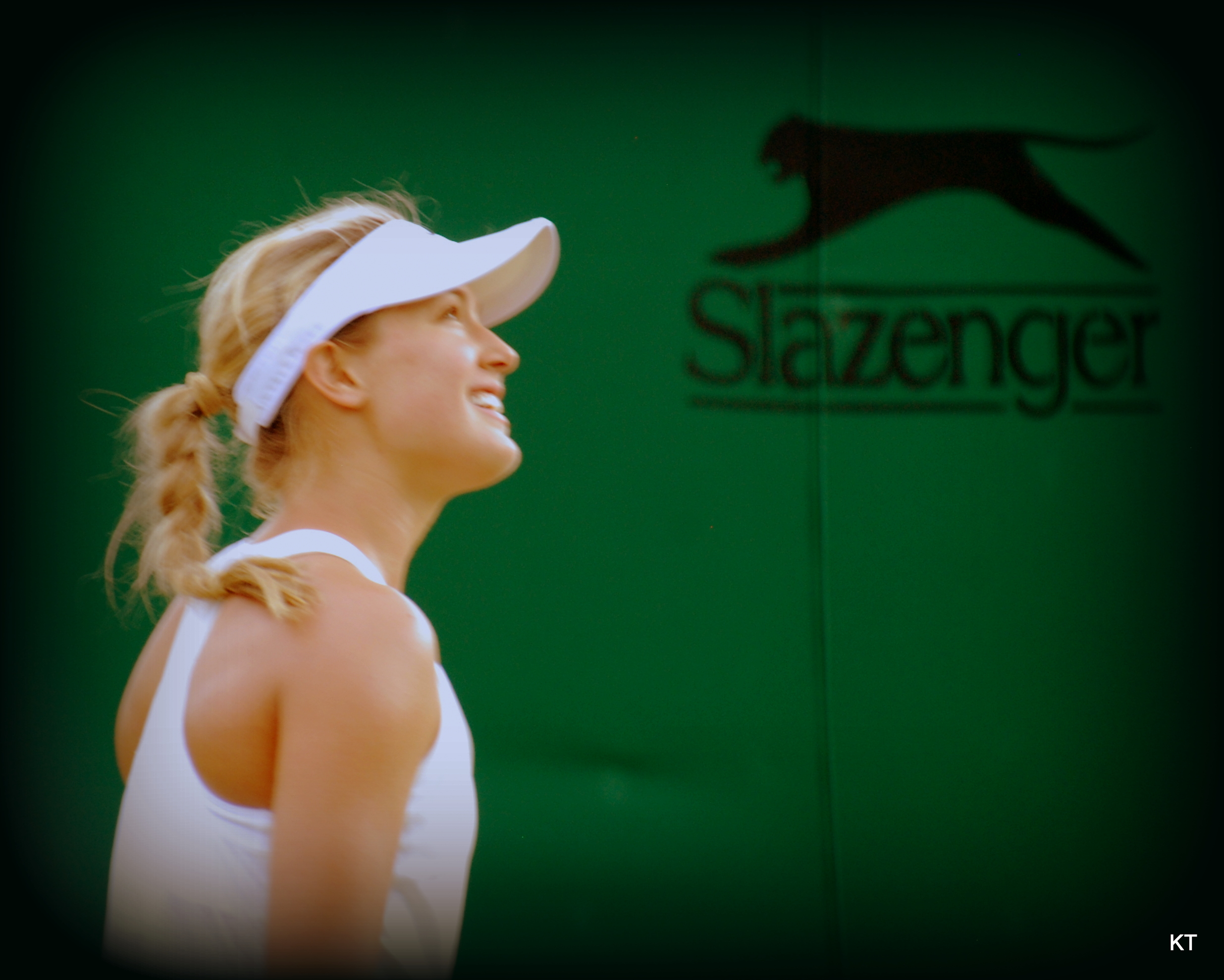
Poražená finalistka Eugenie Bouchardová se, jako první kanadský tenista, probojovala do finále dvouhry na Grand Slamu

Premiérově také na londýnském pažitu postoupily mezi poslední osmičku hráček tři zástupkyně českého tenisu. Poprvé se do této fáze ve Wimbledonu probojovala světová třiadvacítka Lucie Šafářová, která předtím čtvrtfinále odehrála pouze na Australian Open 2007.
V osmifinále byla vyřazena i úřadující vítězka Roland Garros Maria Šarapovová, kterou po dramatickém boji za 2.39 hodin vyřadila devátá nasazená Němka Angelique Kerberová. Ruska zahrála 49 nevynucených chyb oproti pouhým 11 soupeřky. Přestože dokázala odvrátit šest mečbolů, sedmý již znamenal postup německé hráčky. Kerberová po výhře dodala: „Je to neuvěřitelné … Byl to hrozně těžký zápas, obě jsme hrály na maximum a myslím, že to byl super tenis. Bylo to hodně těsné, každý set byl náročný, proto jsem moc šťastná, že jsem to zvládla a vyhrála.“
 Popáté v řadě prošla do wimbledonského čtvrtfinále další Němka Sabine Lisická, finalistka z roku 2013, která v něm vypadla s Halepovou. 

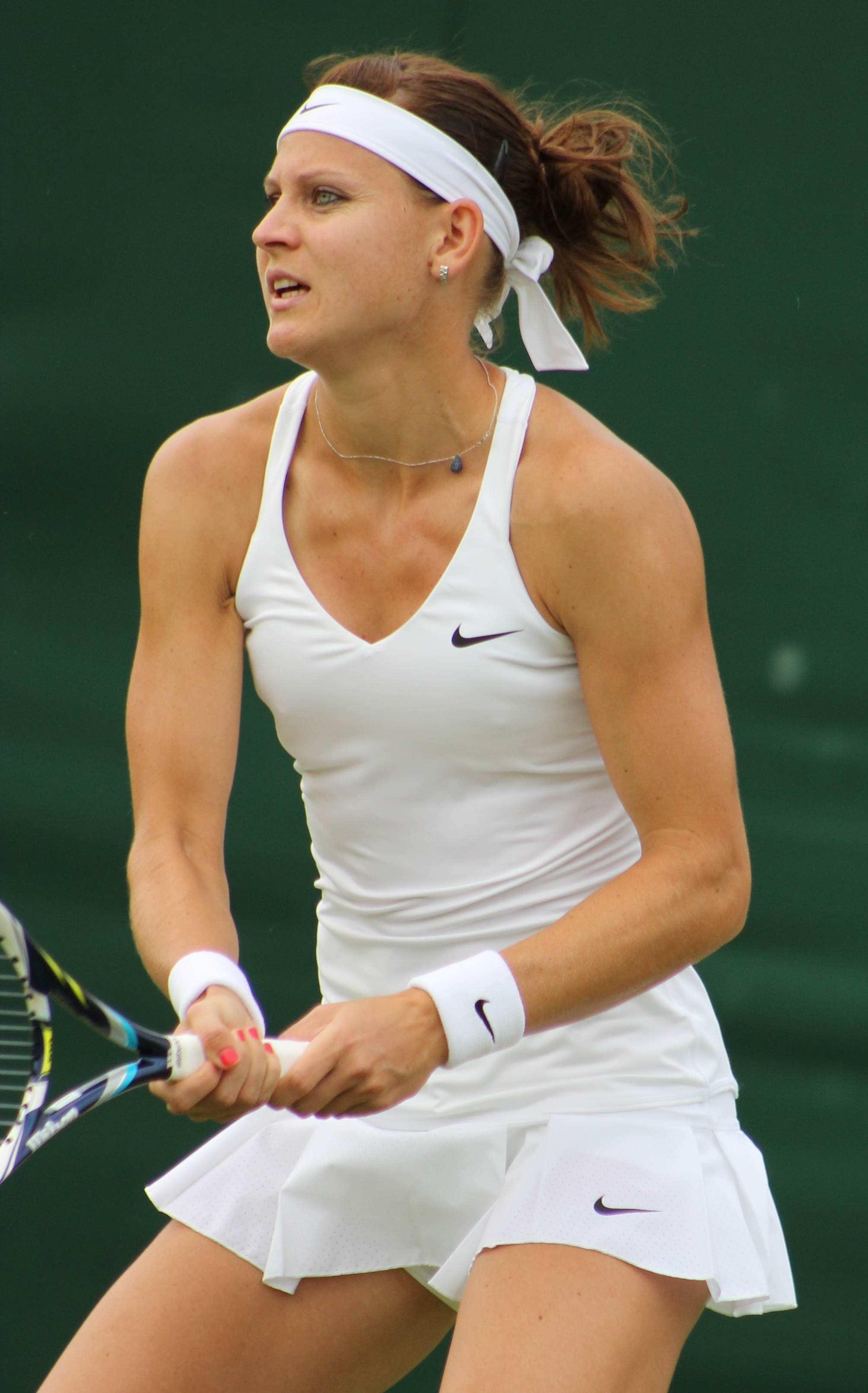
Lucie Šafářová si zahrála první semifinále Grand Slamu

18leté americké hráčce Victorii Duvalové, která při svém debutu na wimbledonské trávě došla do druhého kola, bylo podle tiskové agentury AP v průběhu turnaje diagnostikováno zhoubné onemocnění – Hodgkinův lymfom v rané fázi s dobrou prognózou na vyléčení. Bioptické vzorky jí byly odebrány krátce před zahájením londýnského grandslamu.
Vzájemný duel mezi Kvitovou a Šafářovou znamenal historicky první české semifinále dvouhry na Grand Slamu. Šestá nasazená Kvitová zvítězila ve dvou setech a podruhé postoupila do wimbledonského finále. V něm se poprvé utkaly dvě tenistky narozené v 90. letech 20. století. Češka hladce přehrála 20letou Kanaďanku Eugenií Bouchardovou za 55 minut, která jí vzala pouhé tři hry. V pátém nejkratším finále ženské dvouhry ve Wimbledonu se tak stala osmou hráčkou otevřené éry, která vybojovala více než jednu mísu Venus Rosewater určenou pro šampiónky.

## Deblové soutěže
Soutěž mužské čtyřhry překvapivě vyhrál nenasazený kanadsko-americký pár Vasek Pospisil a Jack Sock. V semifinále si poradili se zkušenými turnajovými pětkami Leanderem Paesem a Radkem Štěpánkem. Ve finálovém duelu pak zdolali první dvojici světa, bratrů Boba a Mika Bryanových, po velké pětisetové bitvě 7–6, 6–7, 6–4, 3–6 a 7–5. Pro oba se jednalo o první společný turnaj na okruhu a zároveň premiérové grandslamové finále i titul v této soutěži.
Premiérový wimbledonský titul získal druhý pár světa Sara Erraniová a Roberta Vinciová z Itálie, jehož členky ve finále ženské čtyřhry zdolaly maďarsko-francouzský pár Tímea Babosová Kristina Mladenovicová po hladkém průběhu ve dvou setech. Italské hráčky tak zkompletovaly kariérní grandslam, vítězství na všech čtyřech turnajích velké čtyřky v ženské čtyřhře. Celkově si obě připsaly pátou deblovou trofej z této nejvyšší úrovně tenisu. Po turnaji se obě vrátily do čela světové klasifikace žebříčku WTA ve čtyřhře, když jej opustily 16. února 2014.

## Vítězové
Mužskou dvouhru posedmé v kariéře ovládl první nasazený srbský tenista Novak Djoković, který se díky triumfu posunul v novém vydání žebříčku ATP na 1. místo.
Ženskou dvouhru vyhrála česká jednička a světová šestka Petra Kvitová. Jednalo se o její druhý titul z londýnského grandslamu (první: 2011).
V ženské čtyřhře zvítězil druhý nasazený italský pár Sara Erraniová a Roberta Vinciová, jehož obě členky tak zkompletovaly kariérní grandslam v této kategorii. Ve Wimbledonu slavily první titul. Na zbylých třech majorech triumfovaly již dříve
Mužskou čtyřhru opanovali nenasazení Kanaďan Vasek Pospisil a Američan Jack Sock. Pro oba se jednalo o první společný turnaj na okruhu a zároveň premiérové grandslamové finále i titul v mužském deblu.
Smíšenou čtyřhru vyhrála patnáctá nasazená srbsko-australská dvojice Nenad Zimonjić a Samantha Stosurová. Pro Stosurovou to byl druhý titul z wimbledonského mixu a pro Nestora premiérový, avšak celkově pátý z této kategorie.

### Galerie vítězů

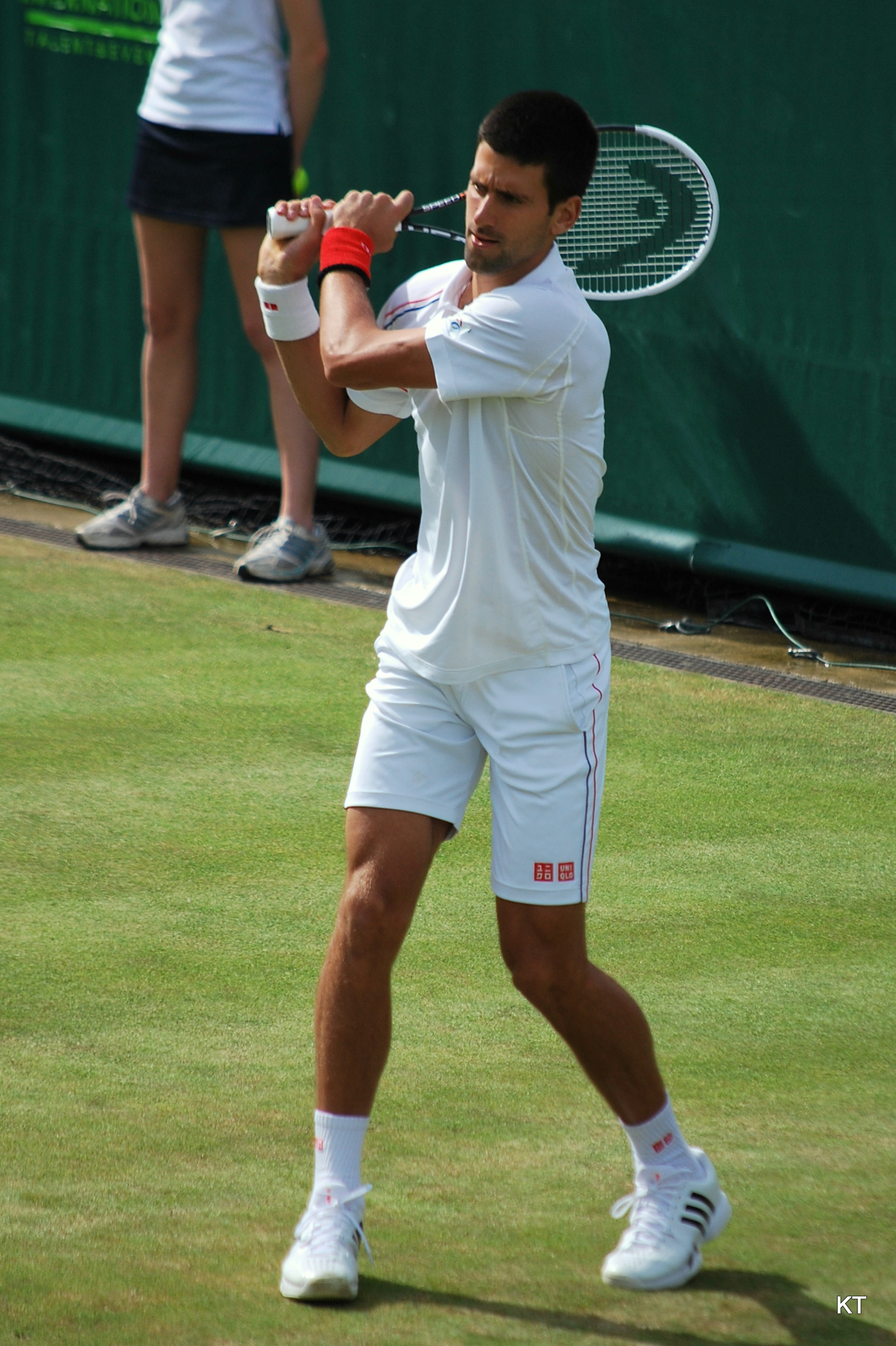
Novak Djoković mužská dvouhra
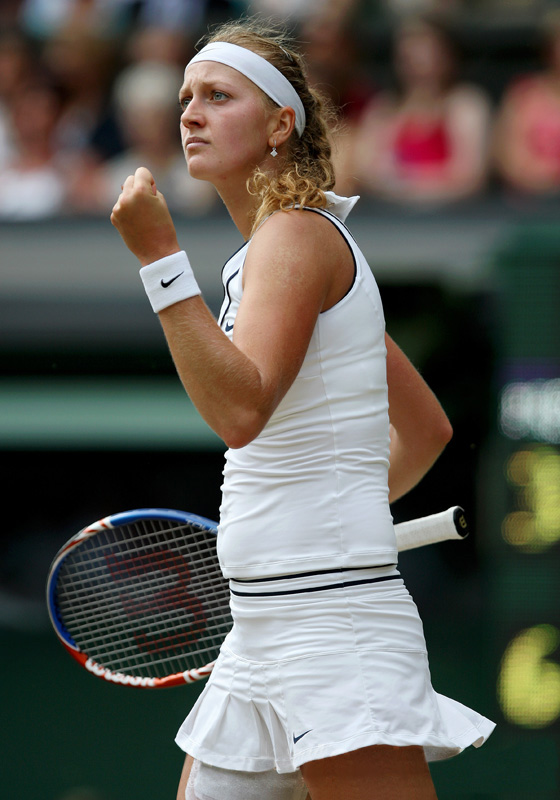
Petra Kvitová ženská dvouhra
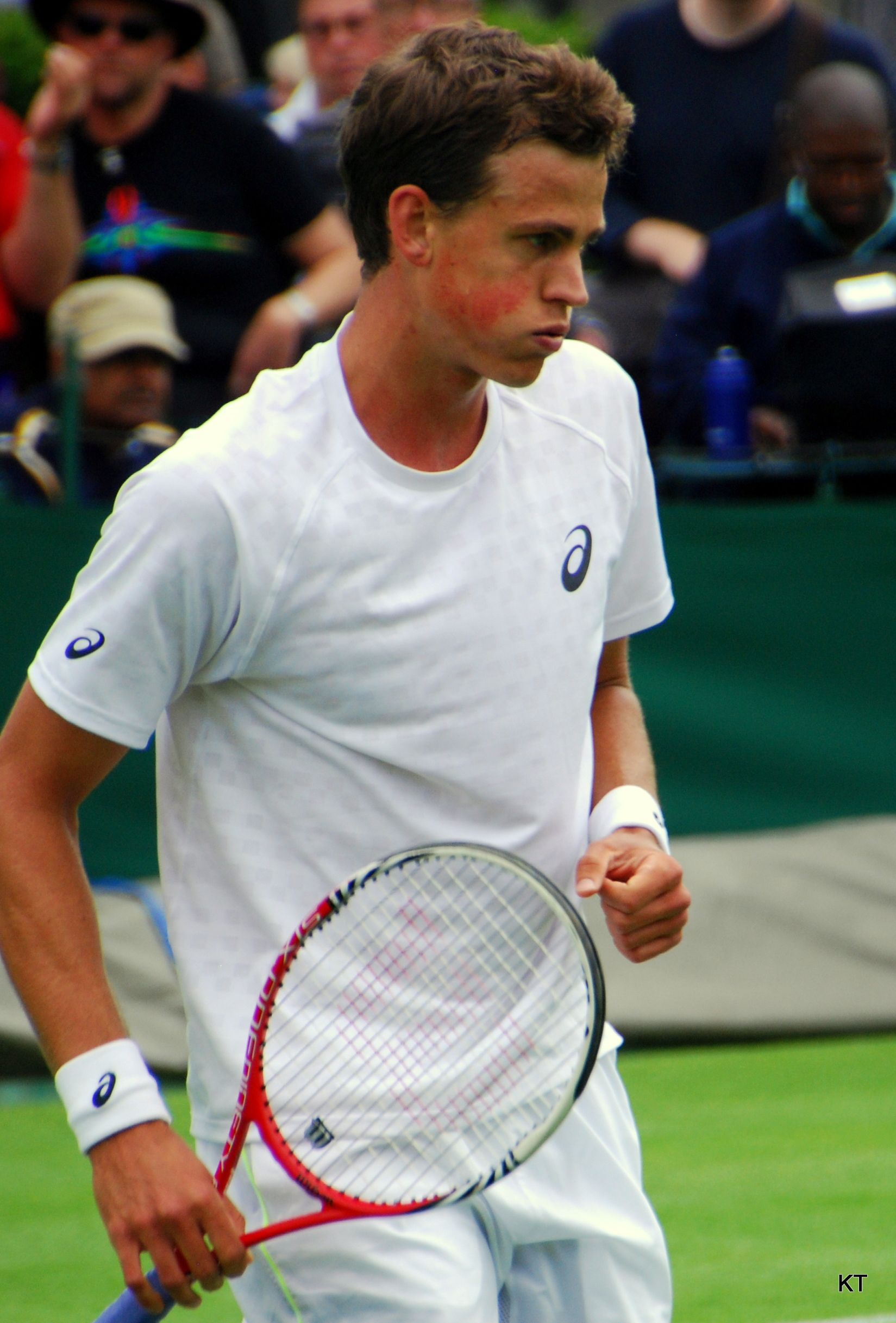
Vasek Pospisil mužská čtyřhra
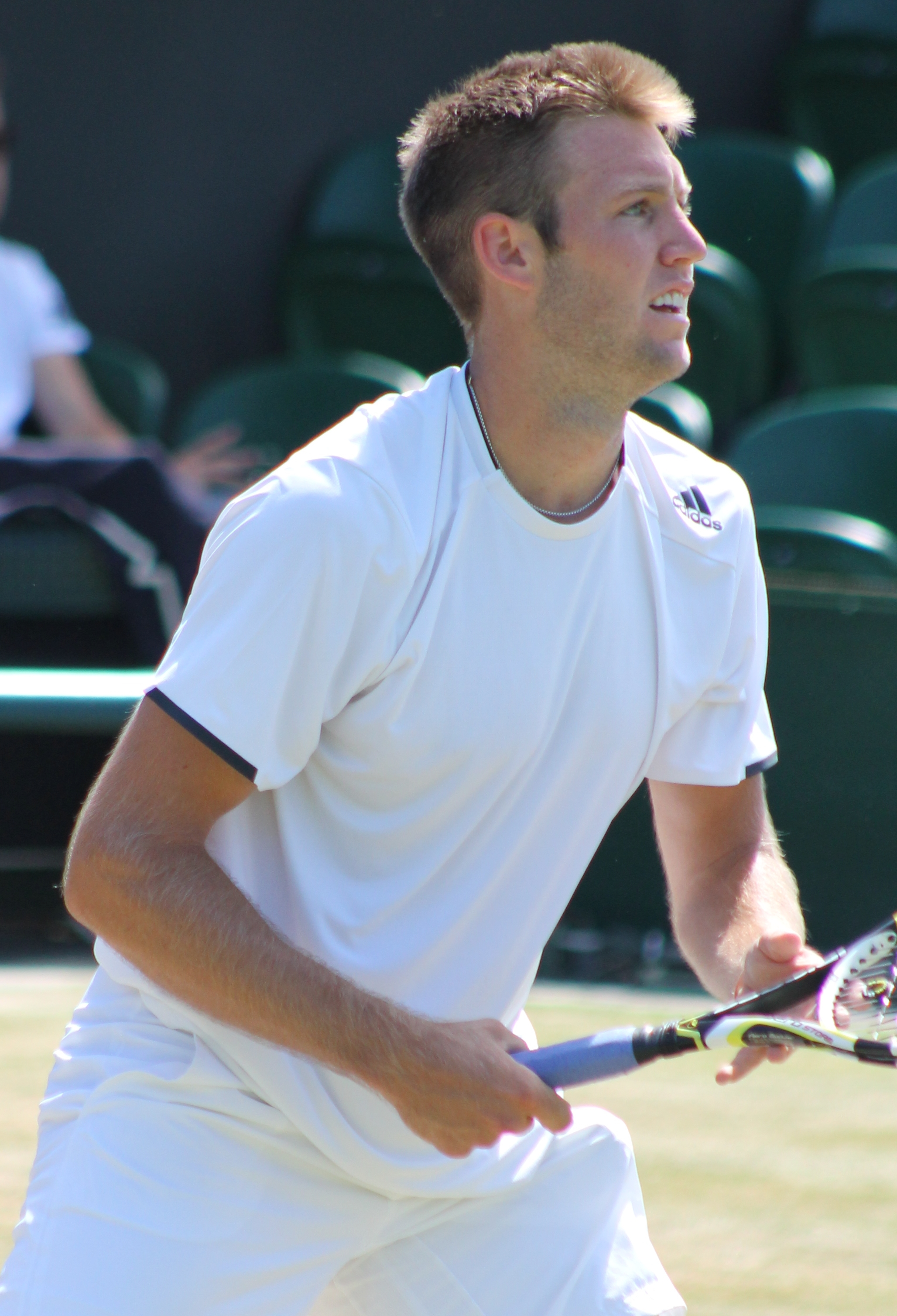
Jack Sock mužská čtyřhra
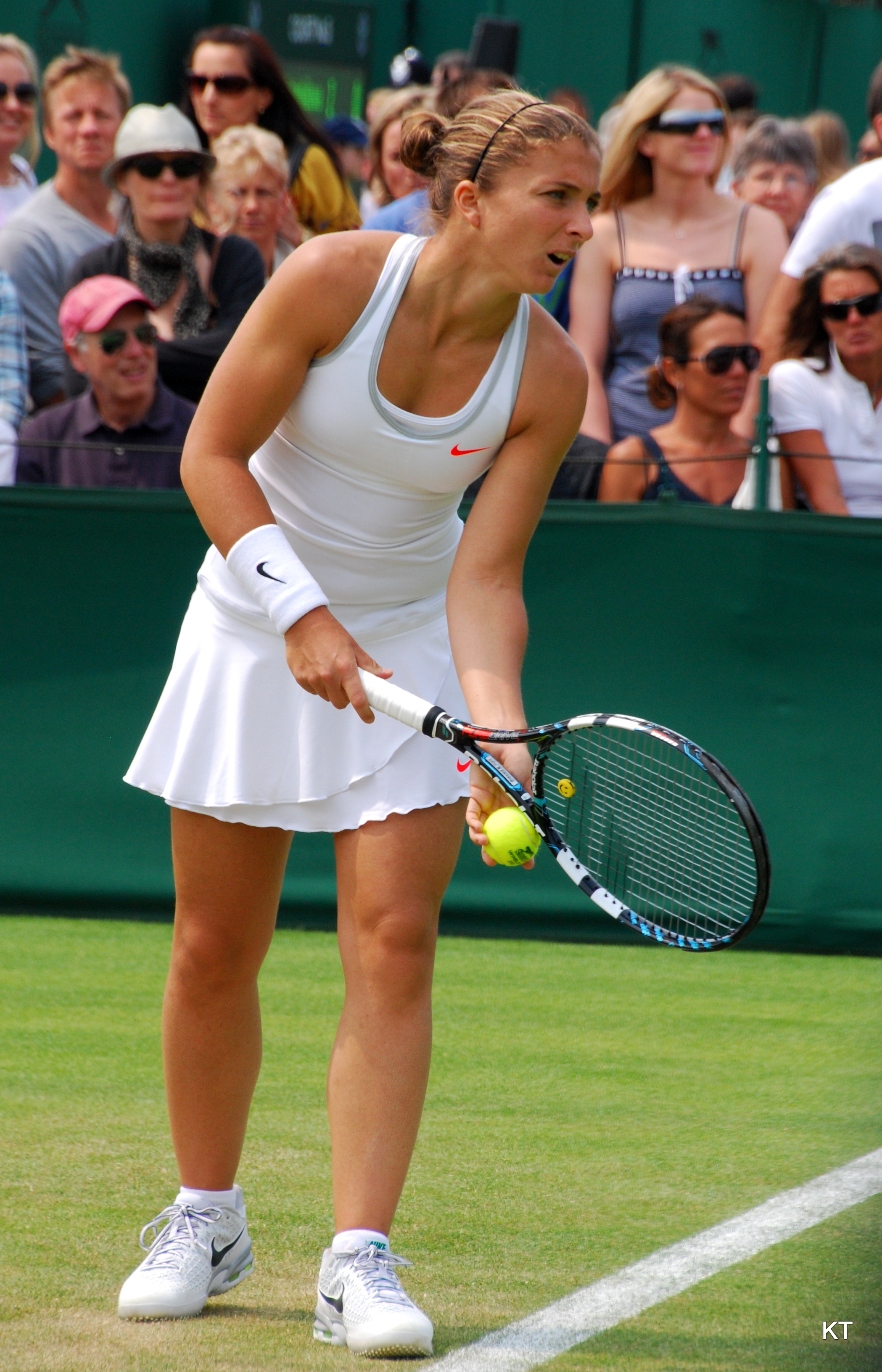
Sara Erraniová ženská čtyřhra
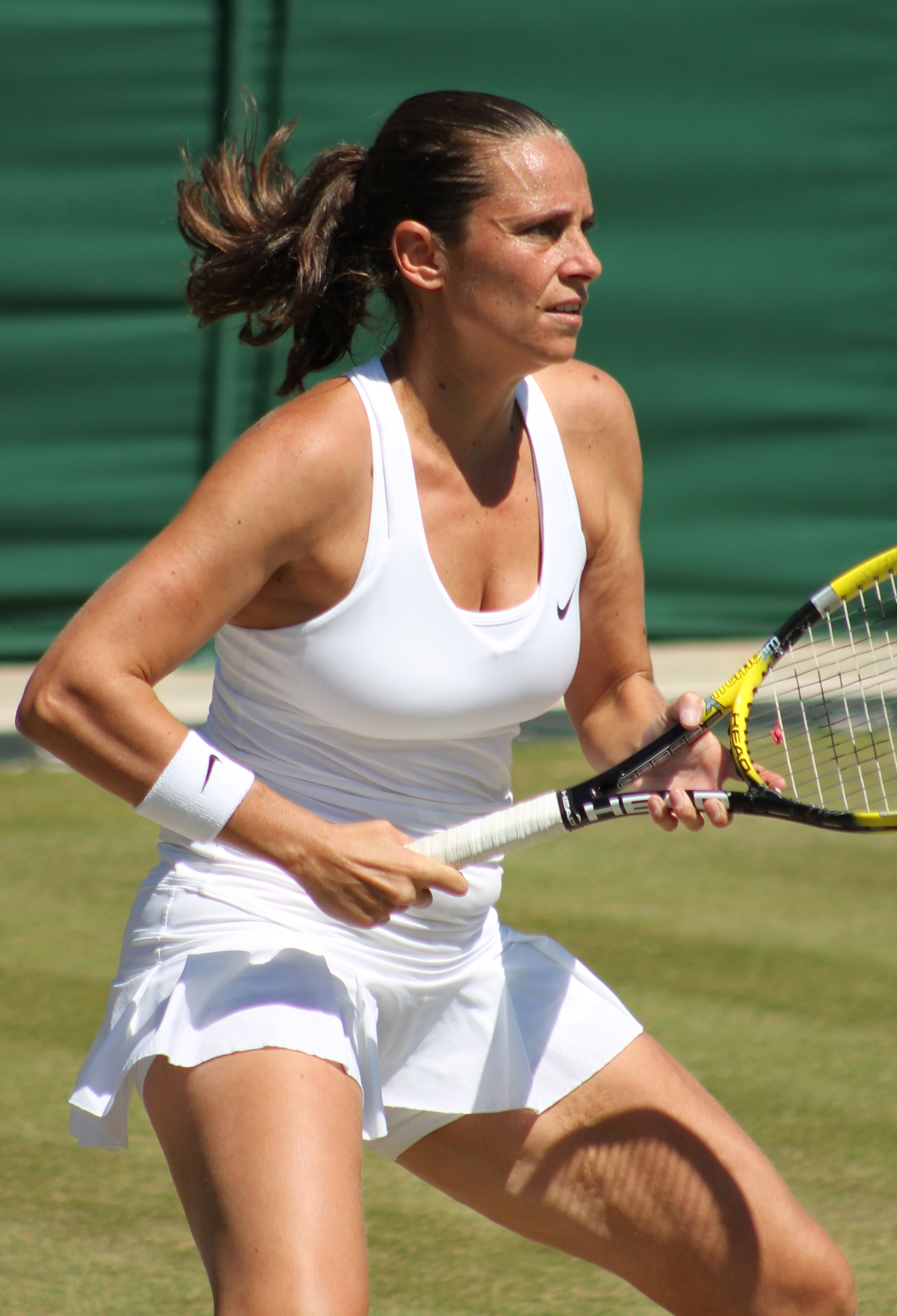
Roberta Vinciová ženská čtyřhra
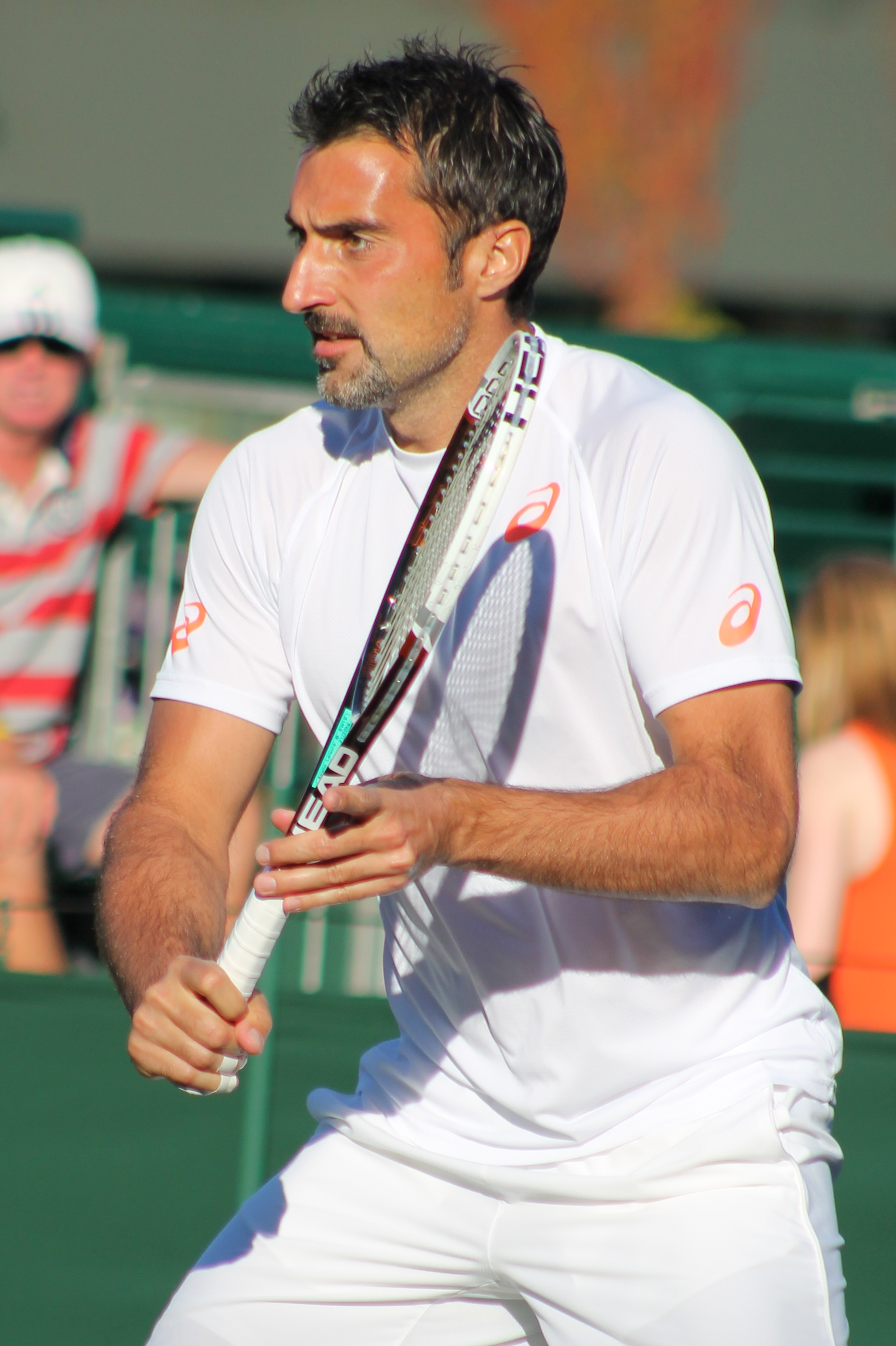
Nenad Zimonjić smíšená čtyřhra
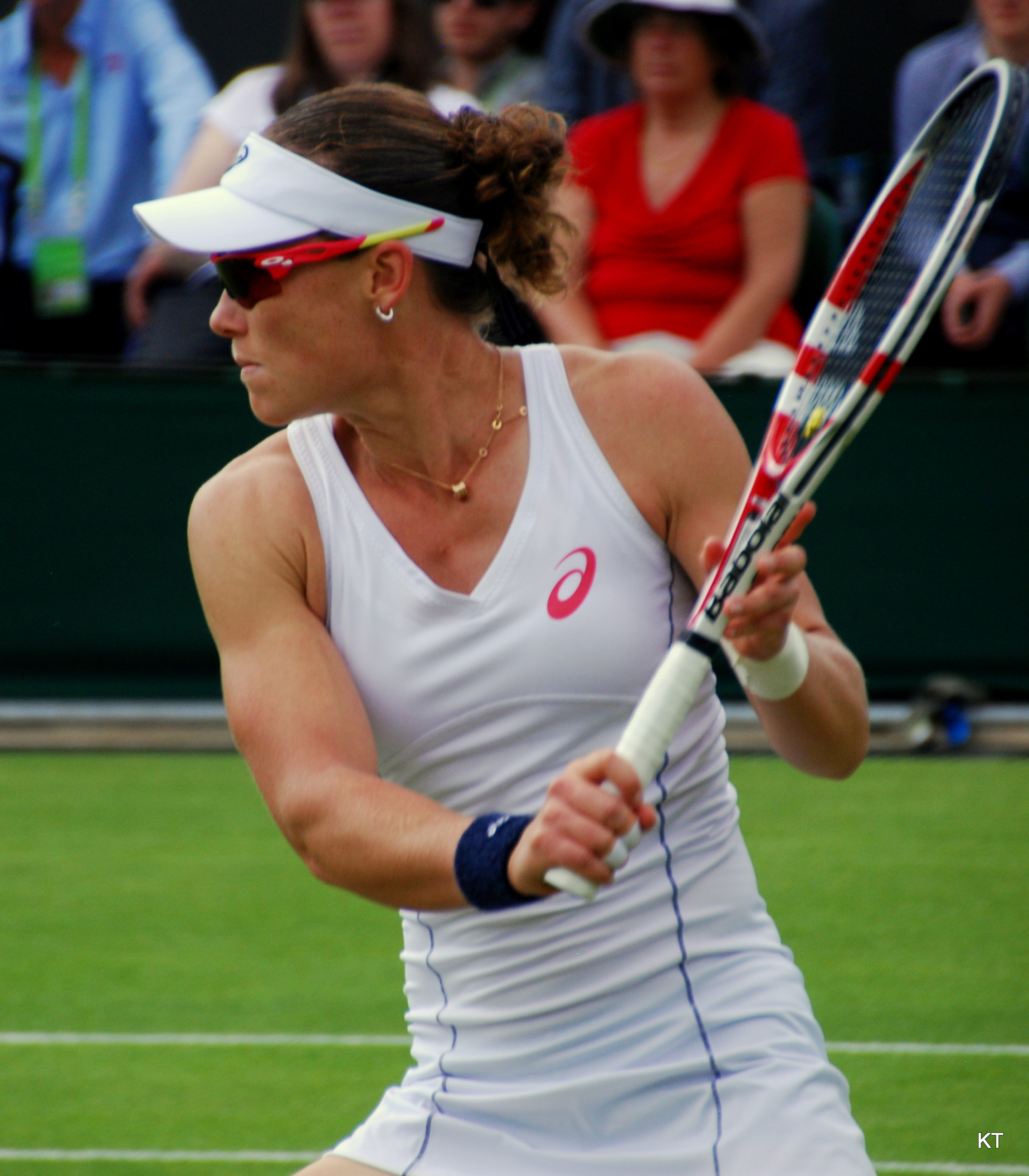
Samantha Stosurová smíšená čtyřhra

## Statistiky
- Nejvíce es:  Milos Raonic – 164 /  Petra Kvitová – 42;[31]
- Nejrychlejší podání:  Jiří Veselý – 230 km/h /  Madison Keysová – 198 km/h;[31]
- Nejvíce dvojchyb:  Jerzy Janowicz – 47 /  Sabine Lisická – 36;[31]
- Nejlepší procentuální úspěšnost prvního podání:  Ivo Karlović – 82 % /  Sara Erraniová – 83 %[31]
- Nejvíce vyhraných míčů po prvním podání:  Milos Raonic – 312 z 359 (87 %) /  Lucie Šafářová – 170 z 216 (79 %)[31]
- Nejvíce zreturnovaných prvních podání:  Novak Djoković – 154 /  Eugenie Bouchardová a  Petra Kvitová – 121[31]
- Nejvíce proměněných brejkbolů:  Novak Djoković – 31 /  Petra Kvitová – 28[31]
- Nejdelší výměny:
  - Nejdelší mužská výměna trvala 31 míčů a byla odehrána ve čtvrtfinále mezi Andym Murrayem a Grigorem Dimitrovem za stavu 1–6, 4–4 a 40–30 z pohledu Murrayho, který ji vyhrál.[31]
  - Nejdelší ženská výměna trvala 24 míčů a byla odehrána mezi Alison Van Uytvanckovou a Dominikou Cibulkovou ve druhém kole za stavu 6–3, 3–6, 4–2 a 0–15 z pohledu Uytvanckové, která ji prohrála.[31]

## Dotace turnaje
Celkový rozpočet Wimbledonu 2014 byl proti předešlému ročníku navýšen o téměř tři miliony liber (o 10,8 %) a dosáhl částky 25 000 000 liber. Vítězové dvouher si připsali 1 760 000 liber, což představovalo meziroční nárůst o 160 tisíc liber.
| Mužská a ženská dvouhra                  | Mužská a ženská dvouhra | Mužská a ženská dvouhra | Mužská a ženská dvouhra | Mužská a ženská dvouhra | Mužská a ženská dvouhra | Mužská a ženská dvouhra | Mužská a ženská dvouhra | Mužská a ženská dvouhra | Mužská a ženská dvouhra   | Mužská a ženská dvouhra   | Mužská a ženská dvouhra   |
| Odměny                                   | vítězové                | finalisté               | semifinalisté           | čtvrtfinalisté          | 16 v kole               | 32 v kole               | 64 v kole               | 128 v kole              | Q3                        | Q2                        | Q1                        |
| ---------------------------------------- | ----------------------- | ----------------------- | ----------------------- | ----------------------- | ----------------------- | ----------------------- | ----------------------- | ----------------------- | ------------------------- | ------------------------- | ------------------------- |
| hráče v kole                             | £1 760 000              | £880 000                | £440 000                | £226 000                | £117 000                | £71 000                 | £43 000                 | £27 000                 | £13 500                   | £6 750                    | £3 375                    |
| celkem v kole                            | £1 760 000              | £880 000                | £880 000                | £904 000                | £936 000                | £1 136 000              | £1 376 000              | £1 728 000              | £216 000 (m) £162 000 (ž) | £216 000 (m) £162 000 (ž) | £216 000 (m) £162 000 (ž) |
| nárůst k 2013                            | 10,0 %                  | 10,0 %                  | 10,0 %                  | 10,2 %                  | 11,4 %                  | 12,7 %                  | 13,2 %                  | 14,9 %                  | 12,5 %                    | 12,5 %                    | 12,5 %                    |
| Mužská a ženská čtyřhra                  |                         |                         |                         |                         |                         |                         |                         |                         |                           |                           |                           |
| páru v kole                              | £325 000                | £163 000                | £81 500                 | £41 000                 | £21 500                 | £13 000                 | £8 500                  |                         |                           |                           |                           |
| celkem v kole                            | £325 000                | £163 000                | £163 000                | £164 000                | £172 000                | £208 000                | £272 000                |                         |                           |                           |                           |
| nárůst k 2013                            | 8,3 %                   | 8,7 %                   | 8,7 %                   | 9,3 %                   | 7,5 %                   | 8,3 %                   | 9,7 %                   |                         |                           |                           |                           |
| Smíšená čtyřhra                          |                         |                         |                         |                         |                         |                         |                         |                         |                           |                           |                           |
| páru v kole                              | £96 000                 | £48 000                 | £24 000                 | £11 500                 | £5 600                  | £2 800                  | £1 400                  |                         |                           |                           |                           |
| celkem v kole                            | £96 000                 | £48 000                 | £48 000                 | £46 000                 | £44 800                 | £44 800                 | £22 400                 |                         |                           |                           |                           |
| nárůst k 2013                            | 4,3 %                   | 4,3 %                   | 4,3 %                   | 9,5 %                   | 7,7 %                   | 7,7 %                   | 7,7 %                   |                         |                           |                           |                           |
| Čtyřhra legend                           |                         |                         |                         |                         |                         |                         |                         |                         |                           |                           |                           |
| páru v kole                              | £21 000                 | £18 000                 | £15 000 2. ve skupině   | £14 000 3. ve skupině   | £13 000 4. ve skupině   |                         |                         |                         |                           |                           |                           |
| celkem v kole                            | £21 000                 | £18 000                 | £30 000                 | £28 000                 | £26 000                 |                         |                         |                         |                           |                           |                           |
| nárůst k 2013                            | 5,0 %                   | 5,9 %                   | 7,1 %                   | 7,7 %                   | 8,3 %                   |                         |                         |                         |                           |                           |                           |
| Čtyřhra vozíčkářů                        |                         |                         |                         |                         |                         |                         |                         |                         |                           |                           |                           |
| páru v kole                              | £12 000                 | £6 000                  | £4 000                  | £3 000                  |                         |                         |                         |                         |                           |                           |                           |
| celkem v kole                            | £12 000                 | £6 000                  | £4 000                  | £3 000                  |                         |                         |                         |                         |                           |                           |                           |
| nárůst k 2013                            | 41,2 %                  | 20,0 %                  | 23,1 %                  | 33,3 %                  |                         |                         |                         |                         |                           |                           |                           |
| Celková dotace = 25 000 000 £ (+ 10,8 %) |                         |                         |                         |                         |                         |                         |                         |                         |                           |                           |                           |

## Body do žebříčků ATP a WTA

### Dospělí
| Soutěž       | vítězové | finalisté | semifinalisté | čtvrtfinalisté | 16 v kole | 32 v kole | 64 v kole | 128 v kole | Q  | Q3 | Q2 | Q1 |
| ------------ | -------- | --------- | ------------- | -------------- | --------- | --------- | --------- | ---------- | -- | -- | -- | -- |
| dvouhra mužů | 2000     | 1200      | 720           | 360            | 180       | 90        | 45        | 10         | 25 | 16 | 8  | 0  |
| čtyřhra mužů | 2000     | 1200      | 720           | 360            | 180       | 90        | 0         |            |    |    |    |    |
| dvouhra žen  | 2000     | 1300      | 780           | 430            | 240       | 130       | 70        | 10         | 40 | 30 | 20 | 2  |
| čtyřhra žen  | 2000     | 1300      | 780           | 430            | 240       | 130       | 10        |            |    |    |    |    |

### Junioři
| Soutěž           | vítězové | finalisté | semifinalisté | čtvrtfinalisté | 16 v kole | 32 v kole | Q  | Q3 |
| dvouhra juniorů  | 375      | 270       | 180           | 120            | 75        | 30        | 25 | 20 |
| dvouhra juniorek | 375      | 270       | 180           | 120            | 75        | 30        | 25 | 20 |
| čtyřhra juniorů  | 270      | 180       | 120           | 75             | 45        |           |    |    |
| čtyřhra juniorek | 270      | 180       | 120           | 75             | 45        |           |    |    |

### Vozíčkáři
| Soutěž                | vítězové | finalisté | semifinalisté | čtvrtfinalisté |
| --------------------- | -------- | --------- | ------------- | -------------- |
| dvouhra               | 800      | 500       | 375           | 100            |
| čtyřhra               | 800      | 500       | 100           |                |
| dvouhra kvadruplegiků | 800      | 500       | 100           |                |
| čtyřhra kvadruplegiků | 800      | 100       |               |                |

## Odhlášení tenisté

### Muži
| Žebříček | hráč                  | body  | obhajoval bodů | zisk bodů | body po turnaji | odstoupil pro    |
| -------- | --------------------- | ----- | -------------- | --------- | --------------- | ---------------- |
| 8.       | Juan Martín del Potro | 4 125 | 720            | 0         | 3 405           | poranění zápěstí |
| 20.      | Tommy Haas            | 1 655 | 180            | 0         | 1 475           | poranění ramena  |
| 26.      | Nicolás Almagro       | 1 450 | 90             | 0         | 1 360           | poranění nohy    |

## Dospělí

### Dvouhra mužů
|  | Čtvrtfinále | Čtvrtfinále        | Čtvrtfinále     | Čtvrtfinále   | Čtvrtfinále | Čtvrtfinále | Čtvrtfinále  |             |               | Semifinále     | Semifinále | Semifinále | Semifinále | Semifinále | Semifinále | Semifinále |  |  | Finále | Finále         | Finále | Finále | Finále | Finále | Finále |
|  |             |                    |                 |               |             |             |              |             |               |                |            |            |            |            |            |            |  |  |        |                |        |        |        |        |        |
|  | 1           | Novak Djoković     | 6               | 3             | 64          | 6           | 6            |             |               |                |            |            |            |            |            |            |  |  |        |                |        |        |        |        |        |
|  | 26          | Marin Čilić        | 1               | 6             | 7           | 2           | 2            |             |               |                |            |            |            |            |            |            |  |  |        |                |        |        |        |        |        |
|  | 26          | Marin Čilić        | 1               | 6             | 7           | 2           | 2            |             | 1             | Novak Djoković | 6          | 3          | 7          | 79         |            |            |  |  |        |                |        |        |        |        |        |
|  |             |                    |                 |               |             |             |              |             | 1             | Novak Djoković | 6          | 3          | 7          | 79         |            |            |  |  |        |                |        |        |        |        |        |
|  |             | 11                 | Grigor Dimitrov | 4             | 6           | 62          | 67           |             |               |                |            |            |            |            |            |            |  |  |        |                |        |        |        |        |        |
|  | 3           | 11                 | Grigor Dimitrov | 4             | 6           | 62          | 67           | Andy Murray | 1             | 64             | 2          |            |            |            |            |            |  |  |        |                |        |        |        |        |        |
|  | 3           |                    |                 |               |             |             |              | Andy Murray | 1             | 64             | 2          |            |            |            |            |            |  |  |        |                |        |        |        |        |        |
|  | 11          | Grigor Dimitrov    | 6               | 7             | 6           |             |              |             |               |                |            |            |            |            |            |            |  |  |        |                |        |        |        |        |        |
|  |             |                    |                 |               |             |             |              |             |               |                |            |            |            |            |            |            |  |  | 1      | Novak Djoković | 67     | 6      | 7      | 5      | 6      |
|  |             |                    | 4               | Roger Federer | 79          | 4           | 64           | 7           | 4             |                |            |            |            |            |            |            |  |  |        |                |        |        |        |        |        |
|  | 5           | Stanislas Wawrinka | 6               | 65            | 4           | 4           |              |             |               |                |            |            |            |            |            |            |  |  |        |                |        |        |        |        |        |
|  | 4           | Roger Federer      | 3               | 7             | 6           | 6           |              |             |               |                |            |            |            |            |            |            |  |  |        |                |        |        |        |        |        |
|  | 4           | Roger Federer      | 3               | 7             | 6           | 6           |              | 4           | Roger Federer | 6              | 6          | 6          |            |            |            |            |  |  |        |                |        |        |        |        |        |
|  |             |                    |                 |               |             |             |              | 4           | Roger Federer | 6              | 6          | 6          |            |            |            |            |  |  |        |                |        |        |        |        |        |
|  |             | 8                  | Milos Raonic    | 4             | 4           | 4           |              |             |               |                |            |            |            |            |            |            |  |  |        |                |        |        |        |        |        |
|  | 8           | 8                  | Milos Raonic    | 4             | 4           | 4           | Milos Raonic | 64          | 6             | 6              | 7          |            |            |            |            |            |  |  |        |                |        |        |        |        |        |
|  | 8           |                    |                 |               |             |             | Milos Raonic | 64          | 6             | 6              | 7          |            |            |            |            |            |  |  |        |                |        |        |        |        |        |
|  | WC          | Nick Kyrgios       | 7               | 2             | 4           | 64          |              |             |               |                |            |            |            |            |            |            |  |  |        |                |        |        |        |        |        |

### Dvouhra žen
|  | Čtvrtfinále | Čtvrtfinále                | Čtvrtfinále     | Čtvrtfinále | Čtvrtfinále |                 |                     | Semifinále | Semifinále | Semifinále | Semifinále | Semifinále |                     |   | Finále | Finále | Finále | Finále | Finále |
|  |             |                            |                 |             |             |                 |                     |            |            |            |            |            |                     |   |        |        |        |        |        |
|  | 13          | Eugenie Bouchardová        | 6               | 6           |             |                 |                     |            |            |            |            |            |                     |   |        |        |        |        |        |
|  | 9           | Angelique Kerberová        | 3               | 4           |             |                 |                     |            |            |            |            |            |                     |   |        |        |        |        |        |
|  | 9           | Angelique Kerberová        | 3               | 4           |             | 13              | Eugenie Bouchardová | 7          | 6          |            |            |            |                     |   |        |        |        |        |        |
|  |             |                            |                 |             |             |                 | Eugenie Bouchardová | 7          | 6          |            |            |            |                     |   |        |        |        |        |        |
|  |             | 3                          | Simona Halepová | 65          | 2           |                 |                     |            |            |            |            |            |                     |   |        |        |        |        |        |
|  | 3           | 3                          | Simona Halepová | 65          | 2           | Simona Halepová | 6                   | 6          |            |            |            |            |                     |   |        |        |        |        |        |
|  | 3           |                            |                 |             |             | Simona Halepová | 6                   | 6          |            |            |            |            |                     |   |        |        |        |        |        |
|  | 19          | Sabine Lisická             | 4               | 0           |             |                 |                     |            |            |            |            |            |                     |   |        |        |        |        |        |
|  | 19          | Sabine Lisická             | 4               | 0           |             |                 |                     |            |            |            |            | 13         | Eugenie Bouchardová | 3 | 0      |        |        |        |        |
|  |             |                            |                 |             |             |                 |                     |            |            |            |            |            |                     | 3 | 0      |        |        |        |        |
|  |             | 6                          | Petra Kvitová   | 6           | 6           |                 |                     |            |            |            |            |            |                     |   |        |        |        |        |        |
|  | 23          | 6                          | Petra Kvitová   | 6           | 6           | Lucie Šafářová  | 6                   | 6          |            |            |            |            |                     |   |        |        |        |        |        |
|  | 23          |                            |                 |             |             | Lucie Šafářová  | 6                   | 6          |            |            |            |            |                     |   |        |        |        |        |        |
|  | 22          | Jekatěrina Makarovová      | 3               | 1           |             |                 |                     |            |            |            |            |            |                     |   |        |        |        |        |        |
|  | 22          | Jekatěrina Makarovová      | 3               | 1           |             | 23              | Lucie Šafářová      | 6          | 1          |            |            |            |                     |   |        |        |        |        |        |
|  |             |                            |                 |             |             |                 | Lucie Šafářová      | 6          | 1          |            |            |            |                     |   |        |        |        |        |        |
|  |             | 6                          | Petra Kvitová   | 78          | 6           |                 |                     |            |            |            |            |            |                     |   |        |        |        |        |        |
|  | 6           | 6                          | Petra Kvitová   | 78          | 6           | Petra Kvitová   | 6                   | 7          |            |            |            |            |                     |   |        |        |        |        |        |
|  | 6           |                            |                 |             |             | Petra Kvitová   | 6                   | 7          |            |            |            |            |                     |   |        |        |        |        |        |
|  |             | Barbora Záhlavová-Strýcová | 1               | 5           |             |                 |                     |            |            |            |            |            |                     |   |        |        |        |        |        |

### Čtyřhra mužů
|  | Čtvrtfinále | Čtvrtfinále                  | Čtvrtfinále                  | Čtvrtfinále              | Čtvrtfinále | Čtvrtfinále | Čtvrtfinále                             |   |                             | Semifinále | Semifinále | Semifinále | Semifinále | Semifinále | Semifinále | Semifinále |  |  | Finále | Finále               | Finále | Finále | Finále | Finále | Finále |
|  |             |                              |                              |                          |             |             |                                         |   |                             |            |            |            |            |            |            |            |  |  |        |                      |        |        |        |        |        |
|  | 1           | Bob Bryan Mike Bryan         | 3                            | 78                       | 6           | 6           |                                         |   |                             |            |            |            |            |            |            |            |  |  |        |                      |        |        |        |        |        |
|  | 9           | Julian Knowle Marcelo Melo   | 6                            | 6                        | 4           | 4           |                                         |   |                             |            |            |            |            |            |            |            |  |  |        |                      |        |        |        |        |        |
|  | 9           | Julian Knowle Marcelo Melo   | 6                            | 6                        | 4           | 4           |                                         | 1 | Bob Bryan Mike Bryan        | 7          | 6          | 6          |            |            |            |            |  |  |        |                      |        |        |        |        |        |
|  |             |                              |                              |                          |             |             |                                         | 1 | Bob Bryan Mike Bryan        | 7          | 6          | 6          |            |            |            |            |  |  |        |                      |        |        |        |        |        |
|  |             | 12                           | Michaël Llodra Nicolas Mahut | 64                       | 3           | 2           |                                         |   |                             |            |            |            |            |            |            |            |  |  |        |                      |        |        |        |        |        |
|  | 4           | 12                           | Michaël Llodra Nicolas Mahut | 64                       | 3           | 2           | Julien Benneteau Édouard Roger-Vasselin | 4 | 4                           | 7          | 4          |            |            |            |            |            |  |  |        |                      |        |        |        |        |        |
|  | 4           |                              |                              |                          |             |             | Julien Benneteau Édouard Roger-Vasselin | 4 | 4                           | 7          | 4          |            |            |            |            |            |  |  |        |                      |        |        |        |        |        |
|  | 12          | Michaël Llodra Nicolas Mahut | 6                            | 6                        | 5           | 6           |                                         |   |                             |            |            |            |            |            |            |            |  |  |        |                      |        |        |        |        |        |
|  |             |                              |                              |                          |             |             |                                         |   |                             |            |            |            |            |            |            |            |  |  | 1      | Bob Bryan Mike Bryan | 65     | 7      | 4      | 6      | 5      |
|  |             |                              |                              | Vasek Pospisil Jack Sock | 7           | 63          | 6                                       | 3 | 7                           |            |            |            |            |            |            |            |  |  |        |                      |        |        |        |        |        |
|  | 5           | Leander Paes Radek Štěpánek  | 3                            | 7                        | 6           | 6           |                                         |   |                             |            |            |            |            |            |            |            |  |  |        |                      |        |        |        |        |        |
|  | 3           | Daniel Nestor Nenad Zimonjić | 6                            | 65                       | 3           | 4           |                                         |   |                             |            |            |            |            |            |            |            |  |  |        |                      |        |        |        |        |        |
|  | 3           | Daniel Nestor Nenad Zimonjić | 6                            | 65                       | 3           | 4           |                                         | 5 | Leander Paes Radek Štěpánek | 65         | 3          | 4          |            |            |            |            |  |  |        |                      |        |        |        |        |        |
|  |             |                              |                              |                          |             |             |                                         | 5 | Leander Paes Radek Štěpánek | 65         | 3          | 4          |            |            |            |            |  |  |        |                      |        |        |        |        |        |
|  |             |                              | Vasek Pospisil Jack Sock     | 7                        | 6           | 6           |                                         |   |                             |            |            |            |            |            |            |            |  |  |        |                      |        |        |        |        |        |
|  |             | Vasek Pospisil Jack Sock     | Vasek Pospisil Jack Sock     | 7                        | 6           | 6           | 6                                       | 3 | 78                          | 6          |            |            |            |            |            |            |  |  |        |                      |        |        |        |        |        |
|  |             | Vasek Pospisil Jack Sock     |                              |                          |             |             | 6                                       | 3 | 78                          | 6          |            |            |            |            |            |            |  |  |        |                      |        |        |        |        |        |
|  | 2           | Alexander Peya Bruno Soares  | 4                            | 6                        | 6           | 4           |                                         |   |                             |            |            |            |            |            |            |            |  |  |        |                      |        |        |        |        |        |

### Čtyřhra žen
|  | Čtvrtfinále | Čtvrtfinále                               | Čtvrtfinále                             | Čtvrtfinále | Čtvrtfinále |                                     |                                       | Semifinále | Semifinále | Semifinále | Semifinále | Semifinále |                                       |   | Finále | Finále | Finále | Finále | Finále |
|  |             |                                           |                                         |             |             |                                     |                                       |            |            |            |            |            |                                       |   |        |        |        |        |        |
|  | 14          | Tímea Babosová Kristina Mladenovicová     | 6                                       | 3           | 6           |                                     |                                       |            |            |            |            |            |                                       |   |        |        |        |        |        |
|  |             | Alla Kudrjavcevová Anastasia Rodionovová  | 3                                       | 6           | 4           |                                     |                                       |            |            |            |            |            |                                       |   |        |        |        |        |        |
|  |             | Alla Kudrjavcevová Anastasia Rodionovová  | 3                                       | 6           | 4           | 14                                  | Tímea Babosová Kristina Mladenovicová | 6          | 6          |            |            |            |                                       |   |        |        |        |        |        |
|  |             |                                           |                                         |             |             |                                     | Tímea Babosová Kristina Mladenovicová | 6          | 6          |            |            |            |                                       |   |        |        |        |        |        |
|  |             |                                           | Andrea Petkovicová Magdaléna Rybáriková | 1           | 3           |                                     |                                       |            |            |            |            |            |                                       |   |        |        |        |        |        |
|  |             | Andrea Petkovicová Magdaléna Rybáriková   | Andrea Petkovicová Magdaléna Rybáriková | 1           | 3           | 6                                   | 78                                    |            |            |            |            |            |                                       |   |        |        |        |        |        |
|  |             | Andrea Petkovicová Magdaléna Rybáriková   |                                         |             |             | 6                                   | 78                                    |            |            |            |            |            |                                       |   |        |        |        |        |        |
|  | 10          | Julia Görgesová Anna-Lena Grönefeldová    | 1                                       | 6           |             |                                     |                                       |            |            |            |            |            |                                       |   |        |        |        |        |        |
|  | 10          | Julia Görgesová Anna-Lena Grönefeldová    | 1                                       | 6           |             |                                     |                                       |            |            |            |            | 14         | Tímea Babosová Kristina Mladenovicová | 1 | 3      |        |        |        |        |
|  |             |                                           |                                         |             |             |                                     |                                       |            |            |            |            |            |                                       | 1 | 3      |        |        |        |        |
|  |             | 2                                         | Sara Erraniová Roberta Vinciová         | 6           | 6           |                                     |                                       |            |            |            |            |            |                                       |   |        |        |        |        |        |
|  | 9           | 2                                         | Sara Erraniová Roberta Vinciová         | 6           | 6           | Andrea Hlaváčková Čeng Ťie          | 6                                     | 4          | 6          |            |            |            |                                       |   |        |        |        |        |        |
|  | 9           |                                           |                                         |             |             | Andrea Hlaváčková Čeng Ťie          | 6                                     | 4          | 6          |            |            |            |                                       |   |        |        |        |        |        |
|  |             | Anastasija Pavljučenkovová Lucie Šafářová | 1                                       | 6           | 3           |                                     |                                       |            |            |            |            |            |                                       |   |        |        |        |        |        |
|  |             | Anastasija Pavljučenkovová Lucie Šafářová | 1                                       | 6           | 3           | 9                                   | Andrea Hlaváčková Čeng Ťie            | 3          | 2          |            |            |            |                                       |   |        |        |        |        |        |
|  |             |                                           |                                         |             |             |                                     | Andrea Hlaváčková Čeng Ťie            | 3          | 2          |            |            |            |                                       |   |        |        |        |        |        |
|  |             | 2                                         | Sara Erraniová Roberta Vinciová         | 6           | 6           |                                     |                                       |            |            |            |            |            |                                       |   |        |        |        |        |        |
|  | 6           | 2                                         | Sara Erraniová Roberta Vinciová         | 6           | 6           | Ashleigh Bartyová Casey Dellacquová | 4                                     | 6          | 0          |            |            |            |                                       |   |        |        |        |        |        |
|  | 6           |                                           |                                         |             |             | Ashleigh Bartyová Casey Dellacquová | 4                                     | 6          | 0          |            |            |            |                                       |   |        |        |        |        |        |
|  | 2           | Sara Erraniová Roberta Vinciová           | 6                                       | 2           | 6           |                                     |                                       |            |            |            |            |            |                                       |   |        |        |        |        |        |

### Smíšená čtyřhra
|  | Čtvrtfinále | Čtvrtfinále                          | Čtvrtfinále                          | Čtvrtfinále | Čtvrtfinále |                                      |                                   | Semifinále                 | Semifinále | Semifinále | Semifinále | Semifinále |                            |   | Finále | Finále | Finále | Finále | Finále |
|  |             |                                      |                                      |             |             |                                      |                                   |                            |            |            |            |            |                            |   |        |        |        |        |        |
|  | 14          | Max Mirnyj Čan Chao-čching           | 6                                    | 3           | 6           |                                      |                                   |                            |            |            |            |            |                            |   |        |        |        |        |        |
|  | 10          | Jamie Murray Casey Dellacquová       | 2                                    | 6           | 3           |                                      |                                   |                            |            |            |            |            |                            |   |        |        |        |        |        |
|  | 10          | Jamie Murray Casey Dellacquová       | 2                                    | 6           | 3           |                                      | 14                                | Max Mirnyj Čan Chao-čching | 7          | 7          |            |            |                            |   |        |        |        |        |        |
|  |             |                                      |                                      |             |             |                                      | 14                                | Max Mirnyj Čan Chao-čching | 7          | 7          |            |            |                            |   |        |        |        |        |        |
|  |             | 5                                    | Daniel Nestor Kristina Mladenovicová | 64          | 5           |                                      |                                   |                            |            |            |            |            |                            |   |        |        |        |        |        |
|  | 13          | 5                                    | Daniel Nestor Kristina Mladenovicová | 64          | 5           | Bruno Soares Martina Hingisová       | 4                                 | 63                         |            |            |            |            |                            |   |        |        |        |        |        |
|  | 13          |                                      |                                      |             |             | Bruno Soares Martina Hingisová       | 4                                 | 63                         |            |            |            |            |                            |   |        |        |        |        |        |
|  | 5           | Daniel Nestor Kristina Mladenovicová | 6                                    | 7           |             |                                      |                                   |                            |            |            |            |            |                            |   |        |        |        |        |        |
|  | 5           | Daniel Nestor Kristina Mladenovicová | 6                                    | 7           |             |                                      |                                   |                            |            |            |            | 14         | Max Mirnyj Čan Chao-čching | 4 | 2      |        |        |        |        |
|  |             |                                      |                                      |             |             |                                      |                                   |                            |            |            |            |            |                            | 4 | 2      |        |        |        |        |
|  |             | 15                                   | Nenad Zimonjić Samantha Stosurová    | 6           | 6           |                                      |                                   |                            |            |            |            |            |                            |   |        |        |        |        |        |
|  |             | 15                                   | Nenad Zimonjić Samantha Stosurová    | 6           | 6           | Michail Jelgin Anastasia Rodionovová | 3                                 | 1                          |            |            |            |            |                            |   |        |        |        |        |        |
|  |             |                                      |                                      |             |             | Michail Jelgin Anastasia Rodionovová | 3                                 | 1                          |            |            |            |            |                            |   |        |        |        |        |        |
|  | 15          | Nenad Zimonjić Samantha Stosurová    | 6                                    | 6           |             |                                      |                                   |                            |            |            |            |            |                            |   |        |        |        |        |        |
|  | 15          | Nenad Zimonjić Samantha Stosurová    | 6                                    | 6           |             | 15                                   | Nenad Zimonjić Samantha Stosurová | 7                          | 6          |            |            |            |                            |   |        |        |        |        |        |
|  |             |                                      |                                      |             |             |                                      | Nenad Zimonjić Samantha Stosurová | 7                          | 6          |            |            |            |                            |   |        |        |        |        |        |
|  |             | 16                                   | Ajsám Kúreší Věra Duševinová         | 5           | 2           |                                      |                                   |                            |            |            |            |            |                            |   |        |        |        |        |        |
|  | WC          | 16                                   | Ajsám Kúreší Věra Duševinová         | 5           | 2           | Neal Skupski Naomi Broadyová         | 4                                 | 3                          |            |            |            |            |                            |   |        |        |        |        |        |
|  | WC          |                                      |                                      |             |             | Neal Skupski Naomi Broadyová         | 4                                 | 3                          |            |            |            |            |                            |   |        |        |        |        |        |
|  | 16          | Ajsám Kúreší Věra Duševinová         | 6                                    | 6           |             |                                      |                                   |                            |            |            |            |            |                            |   |        |        |        |        |        |

## Junioři

### Dvouhra juniorů
|  | Čtvrtfinále | Čtvrtfinále       | Čtvrtfinále   | Čtvrtfinále | Čtvrtfinále |               |                        | Semifinále | Semifinále | Semifinále | Semifinále | Semifinále |  |  | Finále | Finále | Finále | Finále | Finále |
|  |             |                   |               |             |             |               |                        |            |            |            |            |            |  |  |        |        |        |        |        |
|  |             | Tim van Rijthoven | 6             | 65          |             |               |                        |            |            |            |            |            |  |  |        |        |        |        |        |
|  | Q           | Noah Rubin        | 7             | 7           |             |               |                        |            |            |            |            |            |  |  |        |        |        |        |        |
|  | Q           | Noah Rubin        | 7             | 7           |             | Q             | Noah Rubin             | 6          | 6          |            |            |            |  |  |        |        |        |        |        |
|  |             |                   |               |             |             |               | Noah Rubin             | 6          | 6          |            |            |            |  |  |        |        |        |        |        |
|  |             |                   | Taylor Fritz  | 4           | 2           |               |                        |            |            |            |            |            |  |  |        |        |        |        |        |
|  |             | Taylor Fritz      | Taylor Fritz  | 4           | 2           | 7             | 65                     | 7          |            |            |            |            |  |  |        |        |        |        |        |
|  |             | Taylor Fritz      |               |             |             | 7             | 65                     | 7          |            |            |            |            |  |  |        |        |        |        |        |
|  |             | Filippo Baldi     | 5             | 7           | 5           |               |                        |            |            |            |            |            |  |  |        |        |        |        |        |
|  |             |                   |               |             |             |               |                        | Q          | Noah Rubin | 6          | 4          | 6          |  |  |        |        |        |        |        |
|  |             |                   |               |             |             |               |                        |            |            |            |            |            |  |  |        |        |        |        |        |
|  |             | 6                 | Stefan Kozlov | 4           | 6           | 3             |                        |            |            |            |            |            |  |  |        |        |        |        |        |
|  | 8           | 6                 | Stefan Kozlov | 4           | 6           | 3             | Johan-Sébastien Tatlot | 7          | 6          |            |            |            |  |  |        |        |        |        |        |
|  | 8           |                   |               |             |             |               | Johan-Sébastien Tatlot | 7          | 6          |            |            |            |  |  |        |        |        |        |        |
|  | WC          | Joshua Sapwell    | 65            | 1           |             |               |                        |            |            |            |            |            |  |  |        |        |        |        |        |
|  | WC          | Joshua Sapwell    | 65            | 1           |             | 8             | Johan-Sébastien Tatlot | 3          | 67         |            |            |            |  |  |        |        |        |        |        |
|  |             |                   |               |             |             |               | Johan-Sébastien Tatlot | 3          | 67         |            |            |            |  |  |        |        |        |        |        |
|  |             | 6                 | Stefan Kozlov | 6           | 7           |               |                        |            |            |            |            |            |  |  |        |        |        |        |        |
|  | 6           | 6                 | Stefan Kozlov | 6           | 7           | Stefan Kozlov | 6                      | 7          |            |            |            |            |  |  |        |        |        |        |        |
|  | 6           |                   |               |             |             | Stefan Kozlov | 6                      | 7          |            |            |            |            |  |  |        |        |        |        |        |
|  | 2/WC        | Chung Hyeon       | 4             | 6           |             |               |                        |            |            |            |            |            |  |  |        |        |        |        |        |

### Dvouhra juniorek
|  | Čtvrtfinále | Čtvrtfinále             | Čtvrtfinále          | Čtvrtfinále | Čtvrtfinále |                        |                      | Semifinále | Semifinále         | Semifinále | Semifinále | Semifinále |  |  | Finále | Finále | Finále | Finále | Finále |
|  |             |                         |                      |             |             |                        |                      |            |                    |            |            |            |  |  |        |        |        |        |        |
|  |             | Paula Badosová          | 3                    | 2           |             |                        |                      |            |                    |            |            |            |  |  |        |        |        |        |        |
|  | 12          | Markéta Vondroušová     | 6                    | 6           |             |                        |                      |            |                    |            |            |            |  |  |        |        |        |        |        |
|  | 12          | Markéta Vondroušová     | 6                    | 6           |             | 12                     | Markéta Vondroušová  | 1          | 2                  |            |            |            |  |  |        |        |        |        |        |
|  |             |                         |                      |             |             |                        | Markéta Vondroušová  | 1          | 2                  |            |            |            |  |  |        |        |        |        |        |
|  |             |                         | Jeļena Ostapenková   | 6           | 6           |                        |                      |            |                    |            |            |            |  |  |        |        |        |        |        |
|  | 3           | Tornado Alicia Blacková | Jeļena Ostapenková   | 6           | 6           | 3                      | 1                    |            |                    |            |            |            |  |  |        |        |        |        |        |
|  | 3           | Tornado Alicia Blacková |                      |             |             | 3                      | 1                    |            |                    |            |            |            |  |  |        |        |        |        |        |
|  |             | Jeļena Ostapenková      | 6                    | 6           |             |                        |                      |            |                    |            |            |            |  |  |        |        |        |        |        |
|  |             |                         |                      |             |             |                        |                      |            | Jeļena Ostapenková | 2          | 6          | 6          |  |  |        |        |        |        |        |
|  |             |                         |                      |             |             |                        |                      |            |                    |            |            |            |  |  |        |        |        |        |        |
|  |             | 8                       | Kristína Schmiedlová | 6           | 3           | 0                      |                      |            |                    |            |            |            |  |  |        |        |        |        |        |
|  | 10          | 8                       | Kristína Schmiedlová | 6           | 3           | 0                      | Š'-lin Süová         | 4          | 3                  |            |            |            |  |  |        |        |        |        |        |
|  | 10          |                         |                      |             |             |                        | Š'-lin Süová         | 4          | 3                  |            |            |            |  |  |        |        |        |        |        |
|  |             | Elena Gabriela Ruseová  | 6                    | 6           |             |                        |                      |            |                    |            |            |            |  |  |        |        |        |        |        |
|  |             | Elena Gabriela Ruseová  | 6                    | 6           |             | Elena Gabriela Ruseová | 6                    | 3          | 4                  |            |            |            |  |  |        |        |        |        |        |
|  |             |                         |                      |             |             |                        | 6                    | 3          | 4                  |            |            |            |  |  |        |        |        |        |        |
|  |             | 8                       | Kristína Schmiedlová | 4           | 6           | 6                      |                      |            |                    |            |            |            |  |  |        |        |        |        |        |
|  | 8           | 8                       | Kristína Schmiedlová | 4           | 6           | 6                      | Kristína Schmiedlová | 6          | 6                  |            |            |            |  |  |        |        |        |        |        |
|  | 8           |                         |                      |             |             |                        | Kristína Schmiedlová | 6          | 6                  |            |            |            |  |  |        |        |        |        |        |
|  | Q           | Michaela Gordonová      | 3                    | 3           |             |                        |                      |            |                    |            |            |            |  |  |        |        |        |        |        |

### Čtyřhra juniorů
|  | Semifinále | Semifinále                        | Semifinále                  | Semifinále | Semifinále |   |                              | Finále | Finále | Finále | Finále | Finále |
|  |            |                                   |                             |            |            |   |                              |        |        |        |        |        |
|  | 1          | Stefan Kozlov Andrej Rubljov      | 6                           | 7          |            |   |                              |        |        |        |        |        |
|  | 7          | Petros Chrysochos Nino Serdarušić | 2                           | 5          |            |   |                              |        |        |        |        |        |
|  | 7          | Petros Chrysochos Nino Serdarušić | 2                           | 5          |            | 1 | Stefan Kozlov Andrej Rubljov | 4      | 6      | 6      |        |        |
|  |            |                                   |                             |            |            | 1 | Stefan Kozlov Andrej Rubljov | 4      | 6      | 6      |        |        |
|  |            | 3                                 | Orlando Luz Marcelo Zormann | 6          | 3          | 8 |                              |        |        |        |        |        |
|  | 3          | 3                                 | Orlando Luz Marcelo Zormann | 6          | 3          | 8 | Orlando Luz Marcelo Zormann  | 6      | 5      | 6      |        |        |
|  | 3          |                                   |                             |            |            |   | Orlando Luz Marcelo Zormann  | 6      | 5      | 6      |        |        |
|  |            | Naoki Nakagawa Tim van Rijthoven  | 3                           | 7          | 2          |   |                              |        |        |        |        |        |

### Čtyřhra juniorek
|  | Semifinále | Semifinále                               | Semifinále                    | Semifinále | Semifinále |   |                         | Finále | Finále | Finále | Finále | Finále |
|  |            |                                          |                               |            |            |   |                         |        |        |        |        |        |
|  |            | Tami Grendeová Ye Qiuyu                  | 5                             | 6          | 6          |   |                         |        |        |        |        |        |
|  |            | Usue Maitane Arconadová Fanni Stollárová | 7                             | 3          | 4          |   |                         |        |        |        |        |        |
|  |            | Usue Maitane Arconadová Fanni Stollárová | 7                             | 3          | 4          |   | Tami Grendeová Ye Qiuyu | 6      | 7      |        |        |        |
|  |            |                                          |                               |            |            |   | Tami Grendeová Ye Qiuyu | 6      | 7      |        |        |        |
|  |            |                                          | Marie Bouzková Dalma Gálfiová | 2          | 65         |   |                         |        |        |        |        |        |
|  |            | Marie Bouzková Dalma Gálfiová            | Marie Bouzková Dalma Gálfiová | 2          | 65         | 6 | 4                       | 9      |        |        |        |        |
|  |            | Marie Bouzková Dalma Gálfiová            |                               |            |            | 6 | 4                       | 9      |        |        |        |        |
|  | 2          | Priscilla Honová Jil Teichmannová        | 1                             | 6          | 7          |   |                         |        |        |        |        |        |

## Vozíčkáři

### Čtyřhra vozíčkářů
| Finále |                               |   |   |   |
|        |                               |   |   |   |
|        |                               |   |   |   |
| 1      | Stéphane Houdet Šingo Kunieda | 5 | 6 | 6 |
| 2      | Maikel Scheffers Ronald Vink  | 7 | 0 | 3 |

### Čtyřhra vozíčkářek
| Finále |                                      |   |   |   |
|        |                                      |   |   |   |
|        |                                      |   |   |   |
| 1      | Jui Kamidžiová Jordanne Whileyová    | 2 | 6 | 7 |
| 2      | Jiske Griffioenová Aniek van Kootová | 6 | 2 | 5 |

## Legendy

### Mužské legendy
| Finále |                                   |   |   |      |
|        |                                   |   |   |      |
|        |                                   |   |   |      |
|        | Thomas Enqvist Mark Philippoussis | 3 | 6 | [10] |
|        | Jacco Eltingh Paul Haarhuis       | 6 | 3 | [3]  |

### Ženské legendy
| Finále |                                    |   |    |  |
|        |                                    |   |    |  |
|        |                                    |   |    |  |
|        | Martina Navrátilová Selima Sfarová | 0 | 62 |  |
|        | Jana Novotná Barbara Schettová     | 6 | 7  |  |

### Seniorské legendy
| Finále |                           |   |   |  |
|        |                           |   |   |  |
|        |                           |   |   |  |
|        | Rick Leach Mark Woodforde | 4 | 3 |  |
|        | Guy Forget Cédric Pioline | 6 | 6 |  |

## Galerie
Tenisté ve Wimbledonu 2014

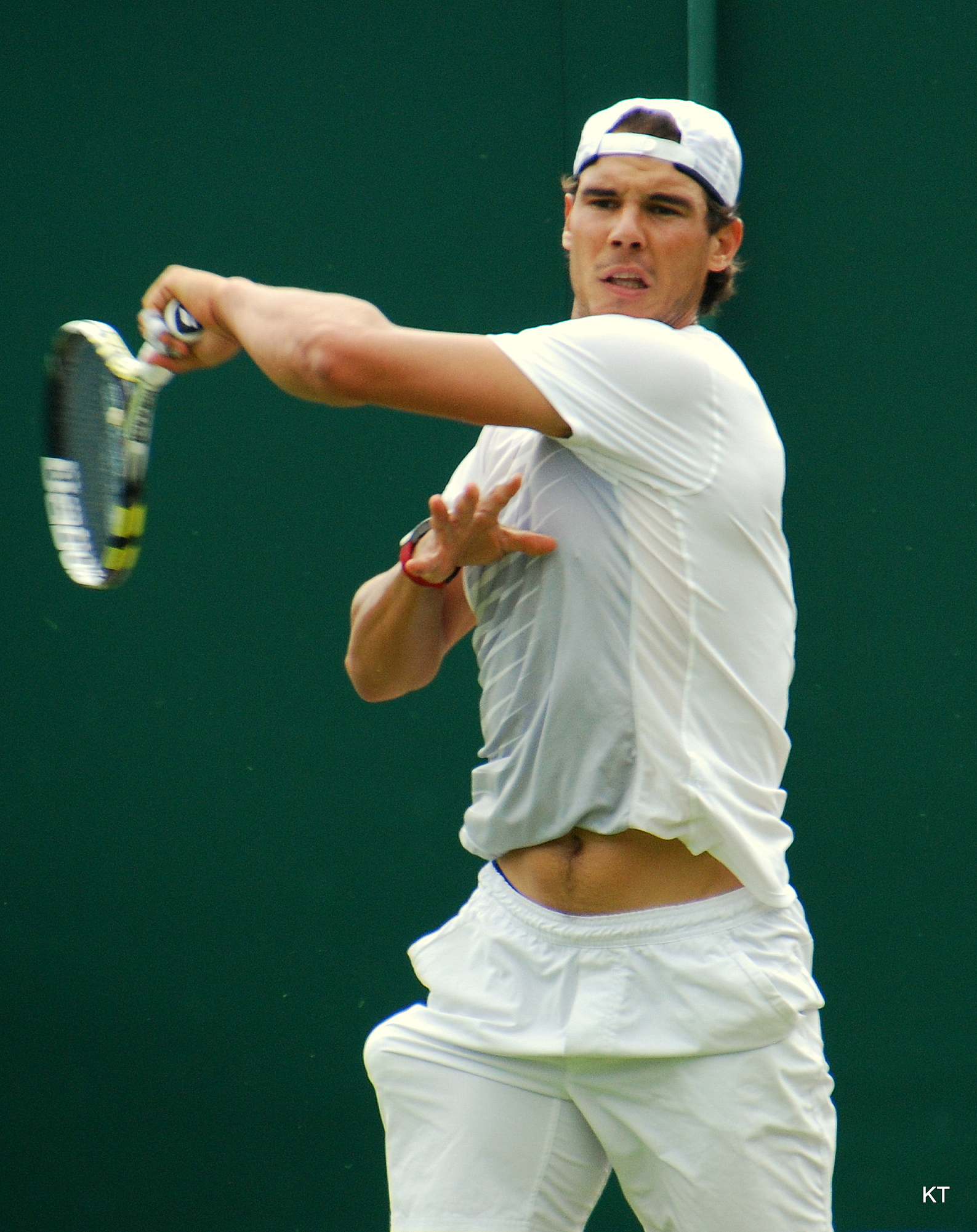
Rafael Nadal
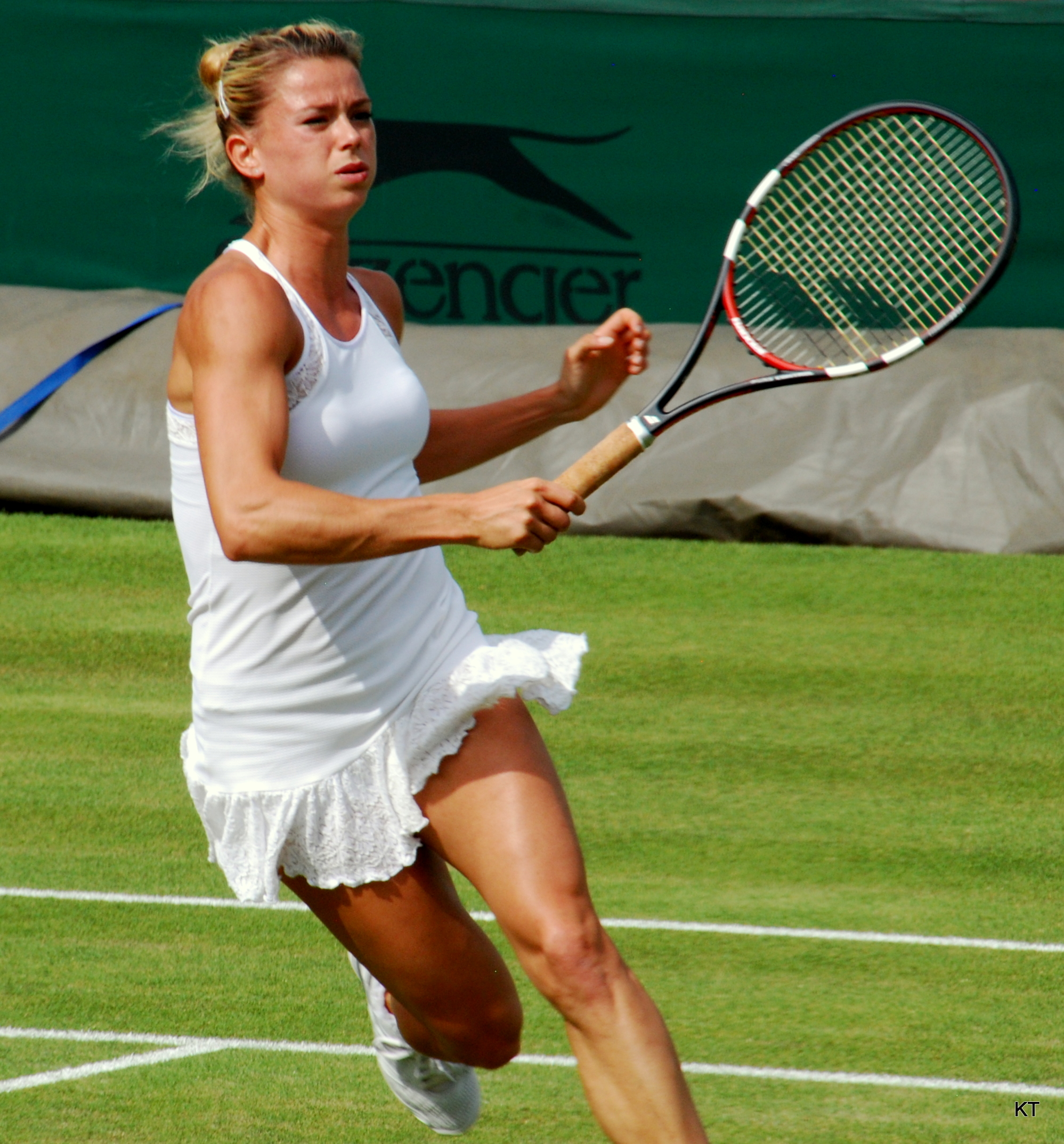
Camila Giorgiová
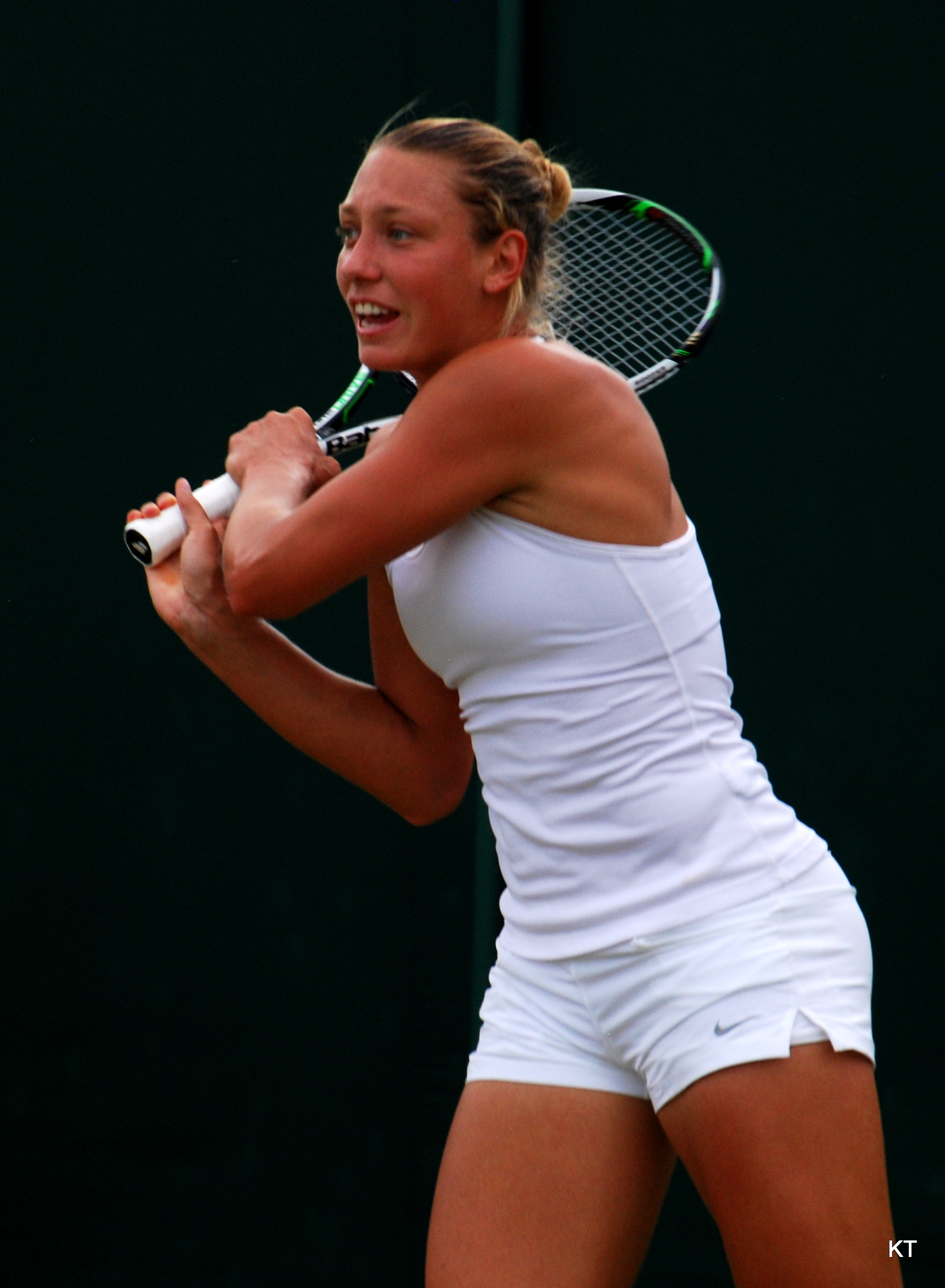
Yanina Wickmayerová
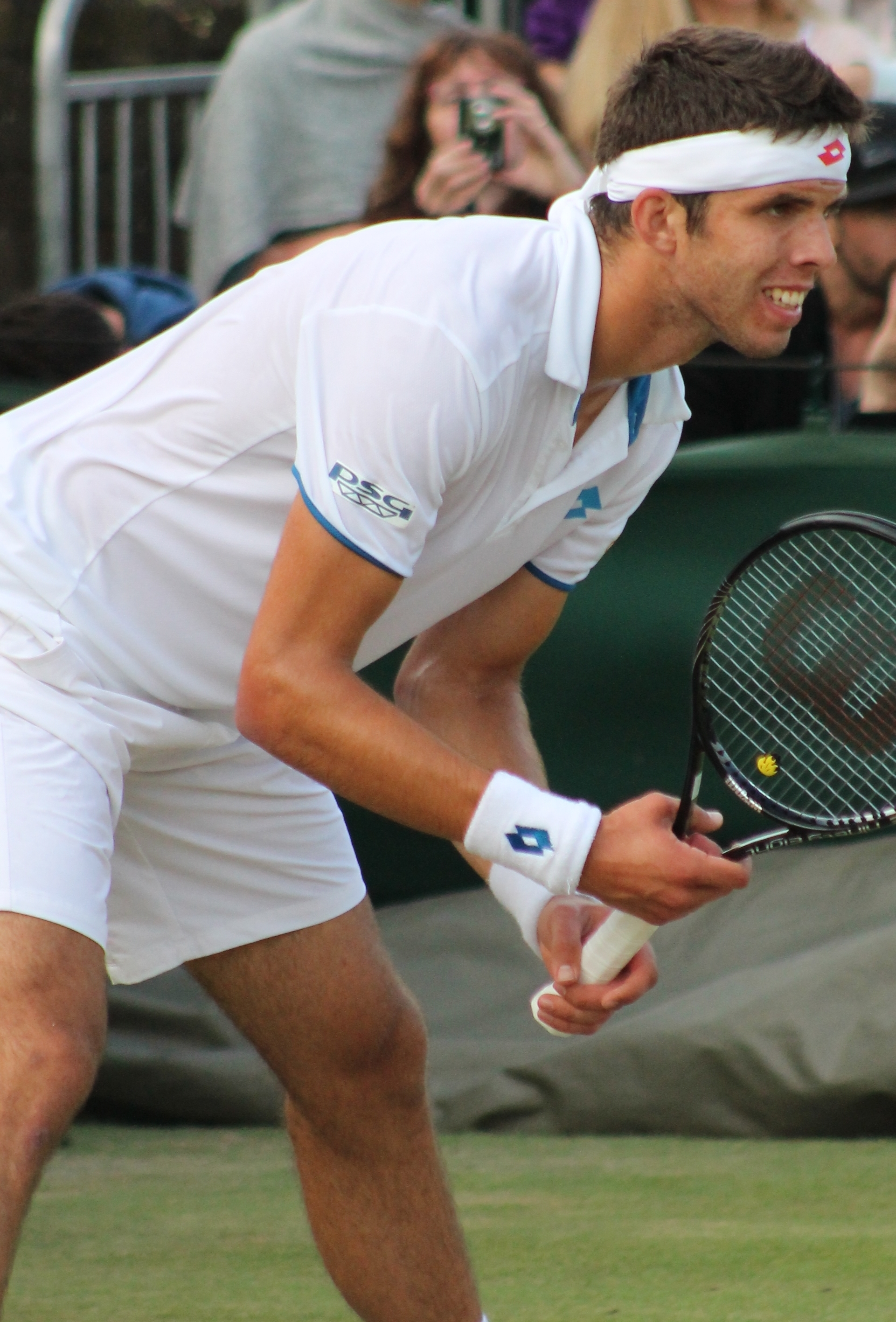
Jiří Veselý
Caroline Wozniacká
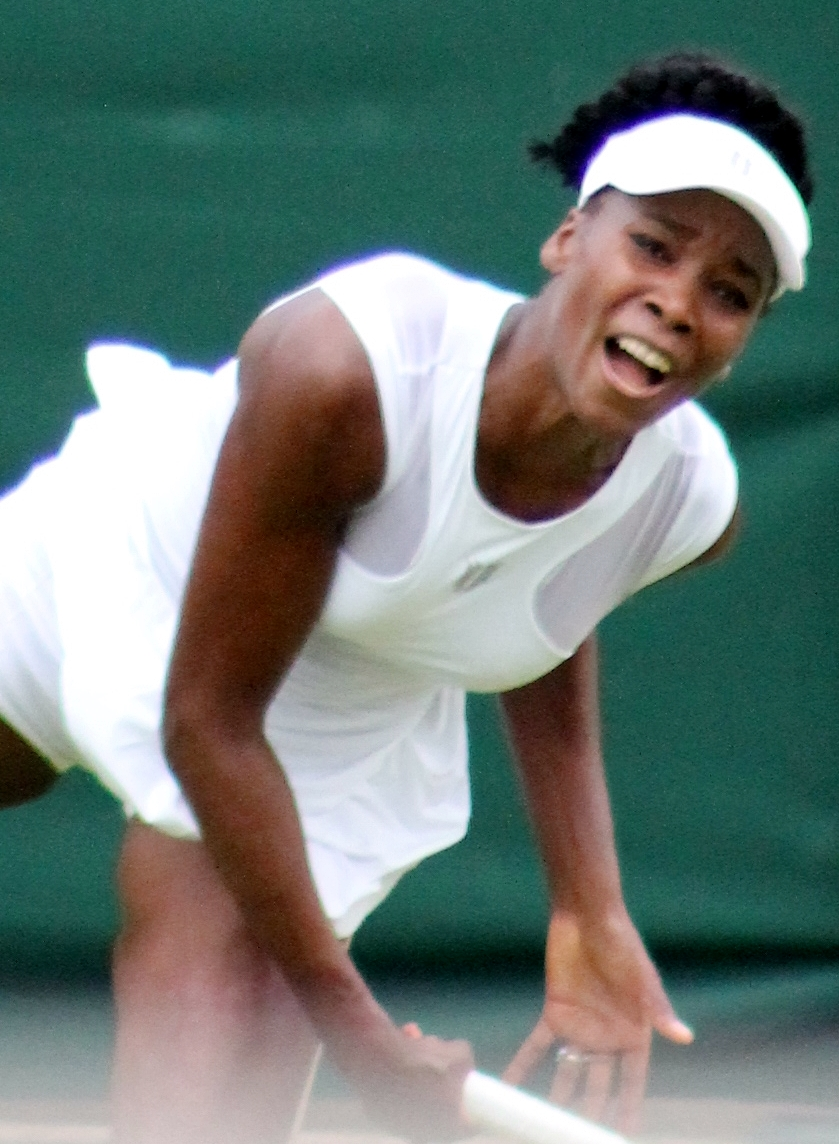
Venus Williamsová
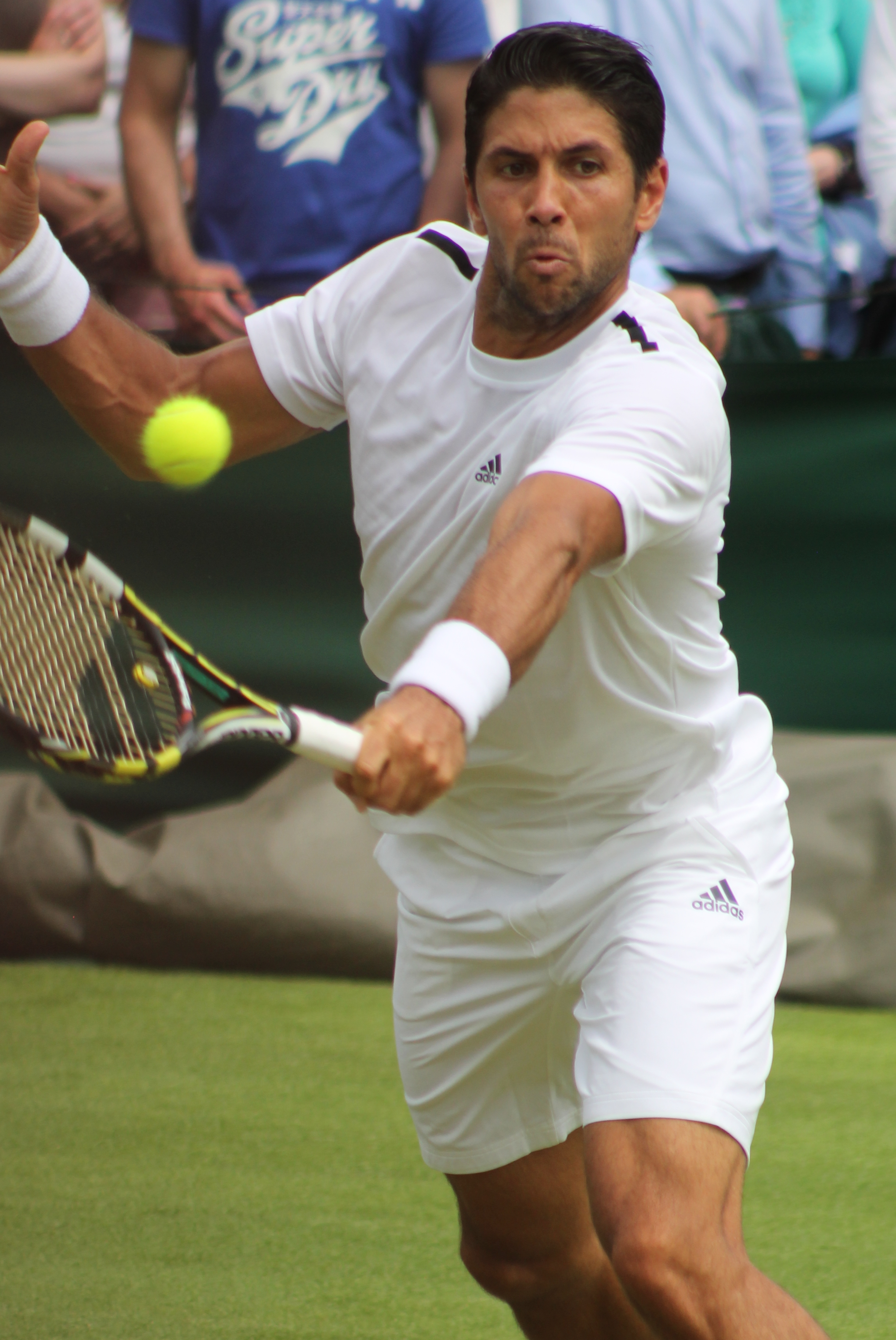
Fernando Verdasco
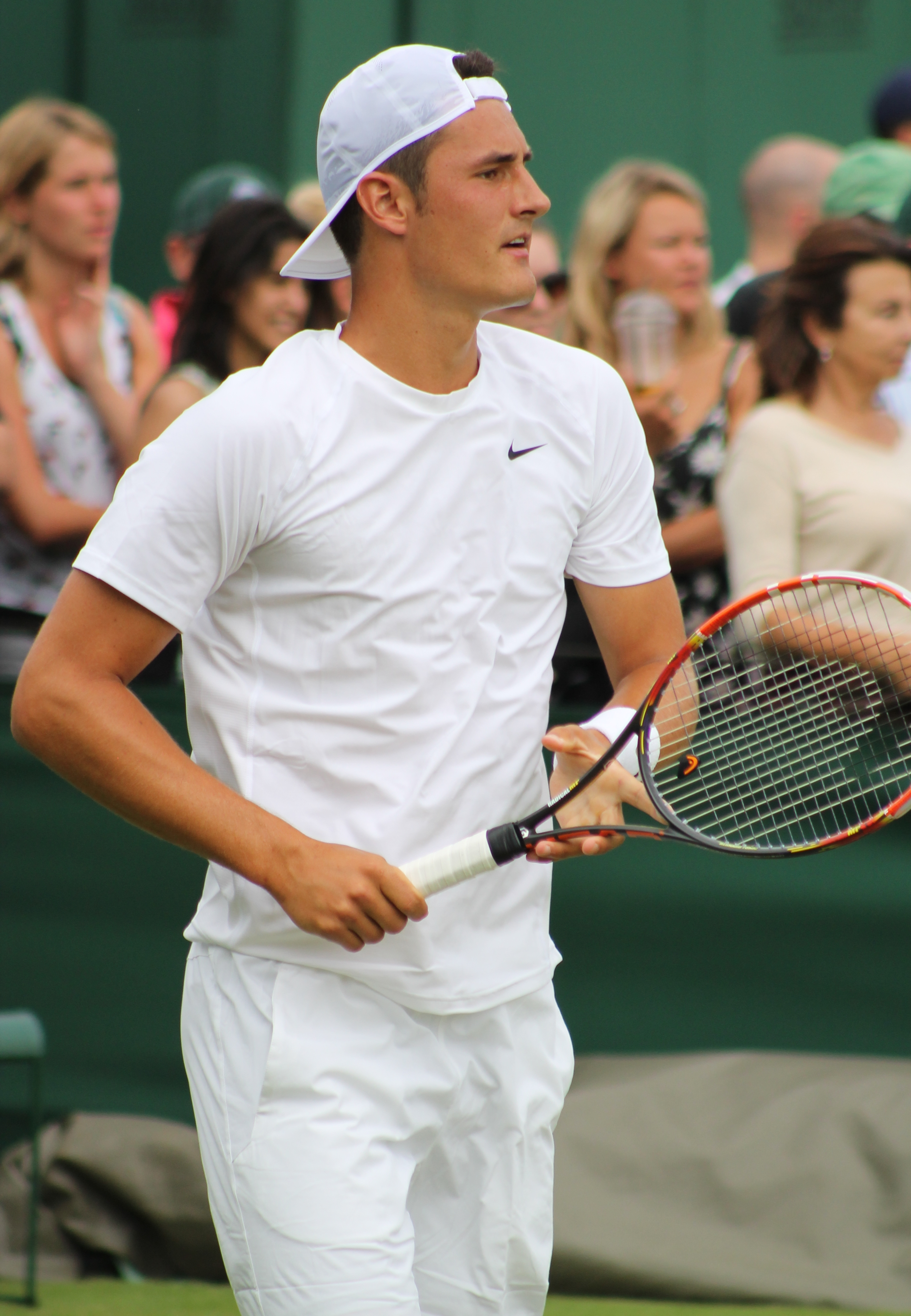
Bernard Tomic
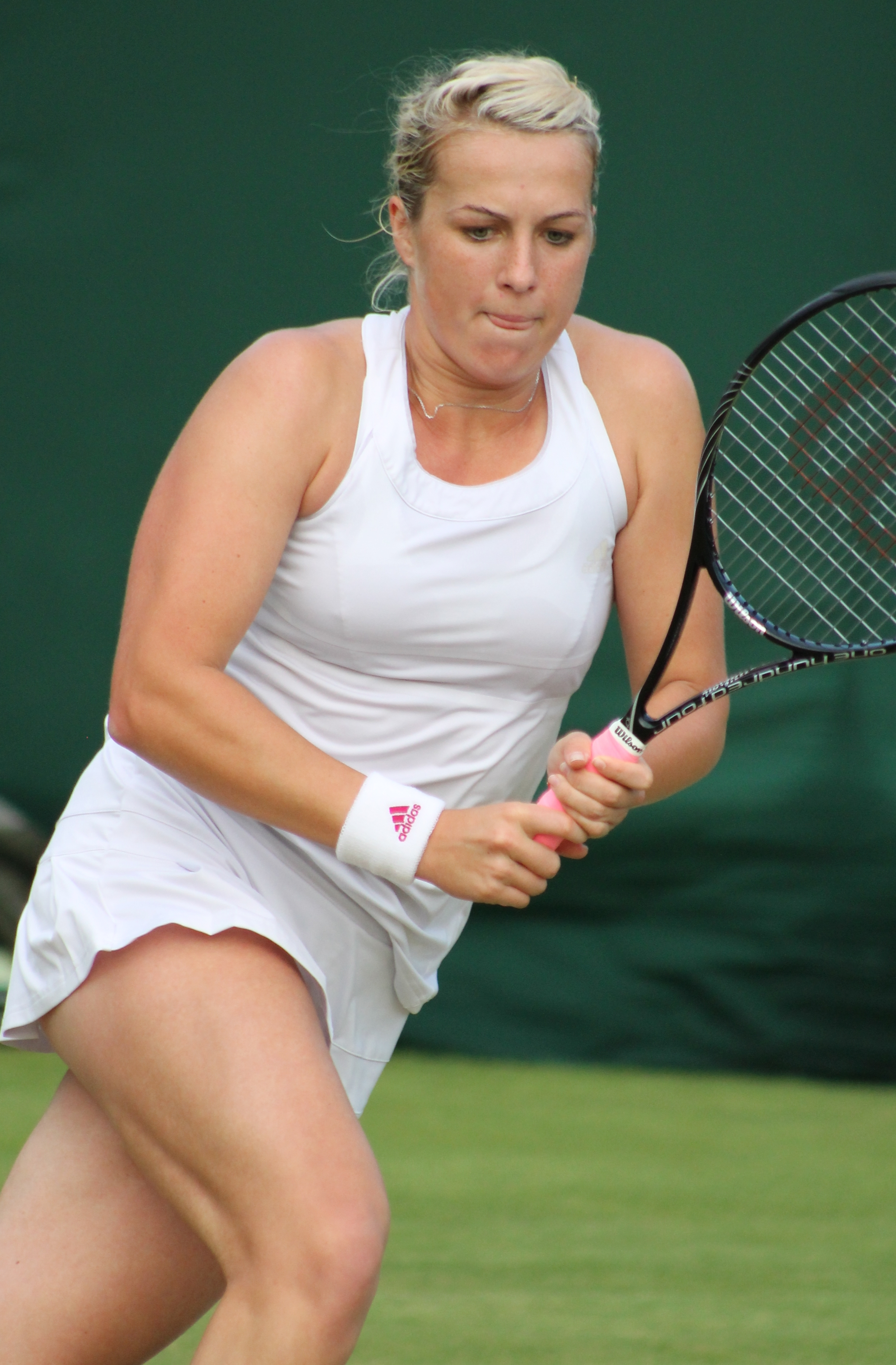
Anastasija Pavljučenkovová
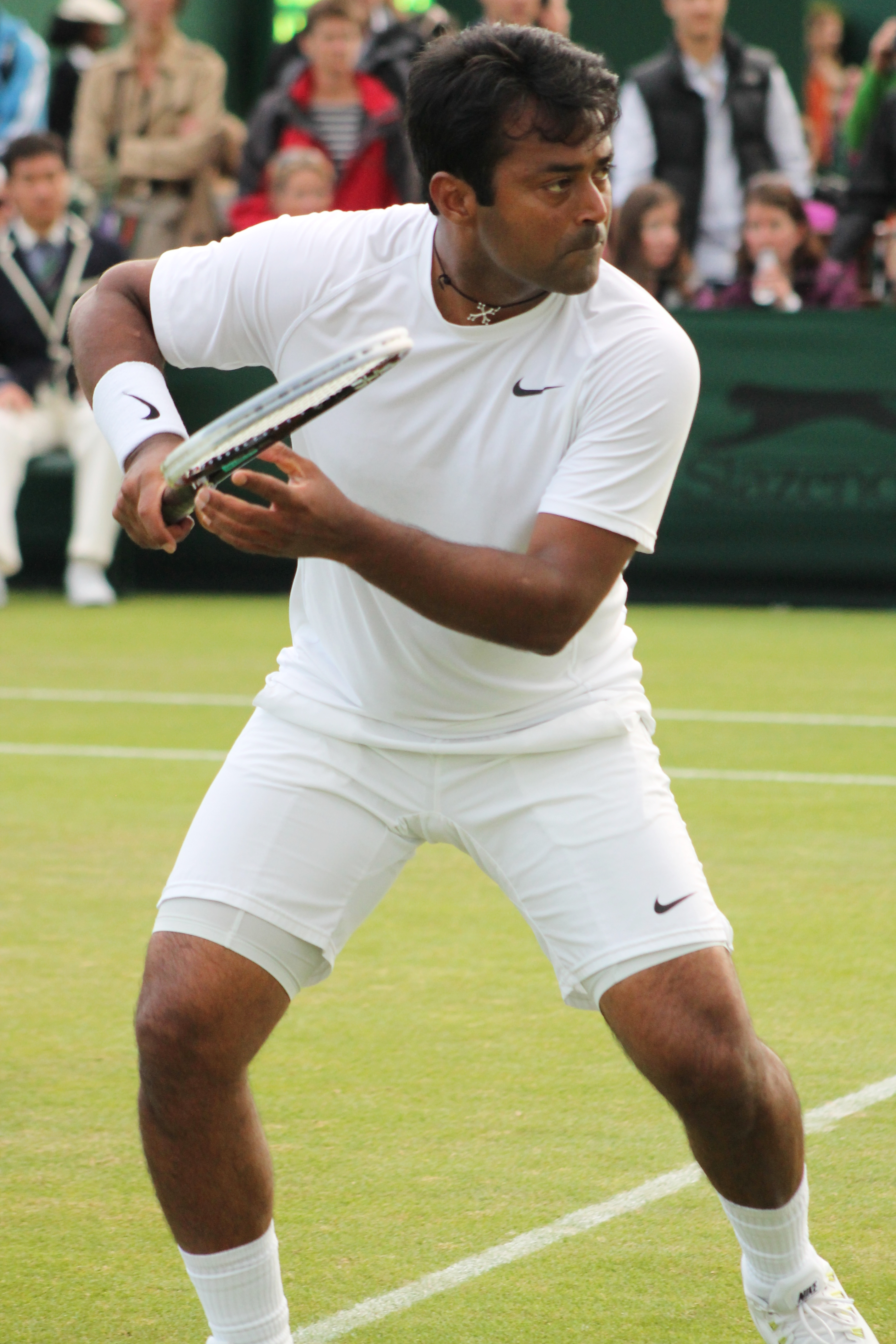
Leander Paes
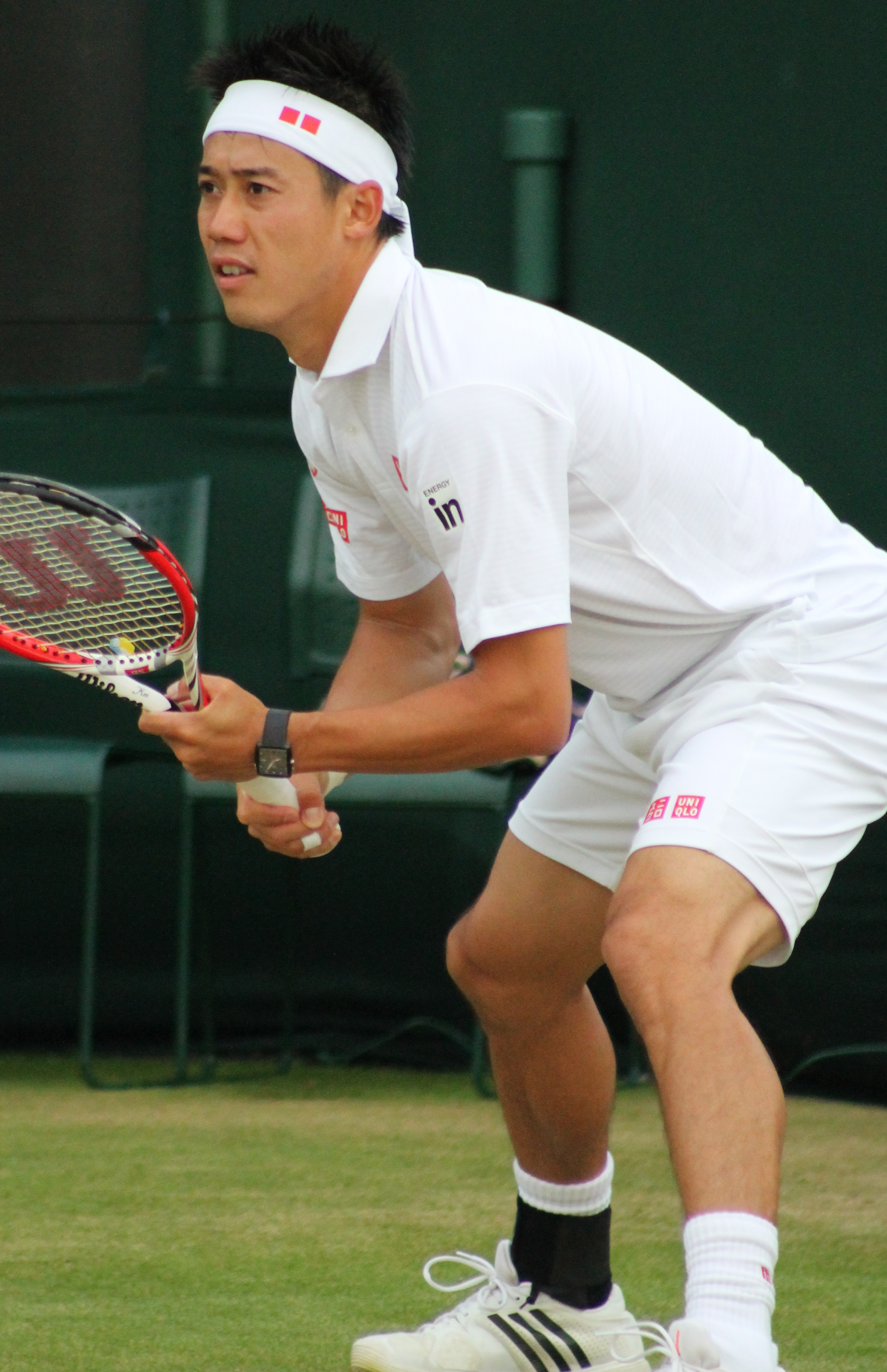
Kei Nišikori
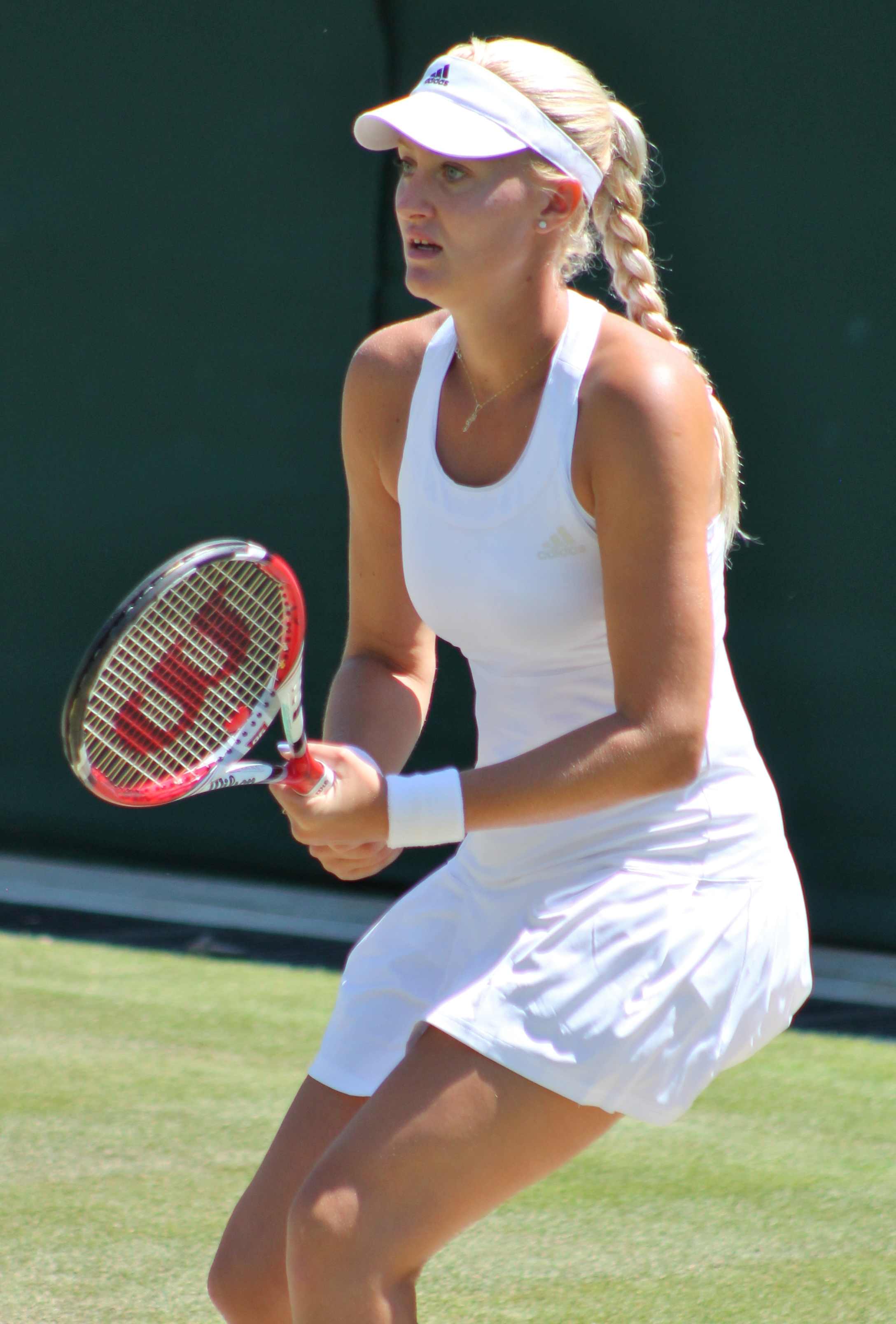
Kristina Mladenovicová
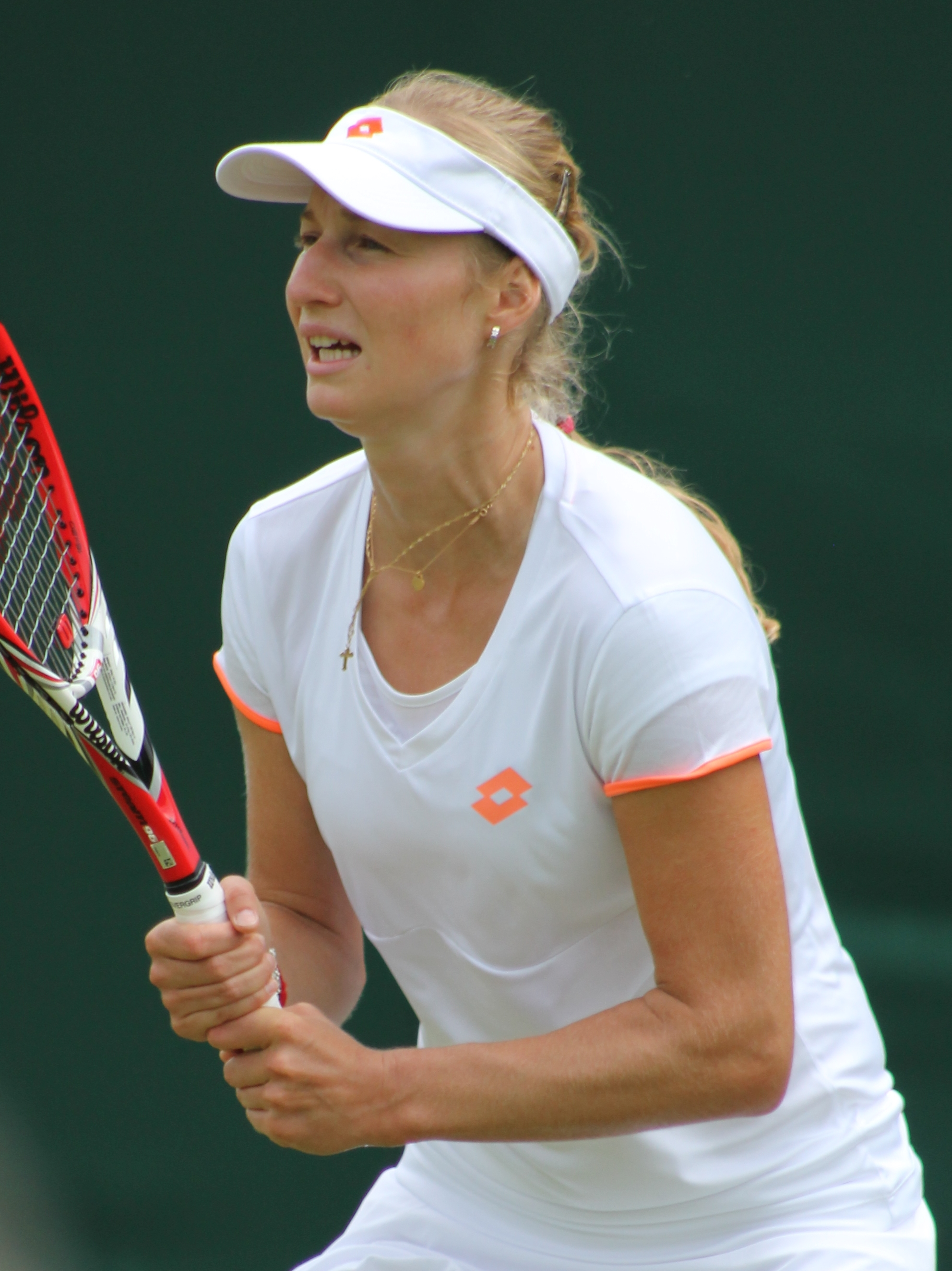
Jekatěrina Makarovová
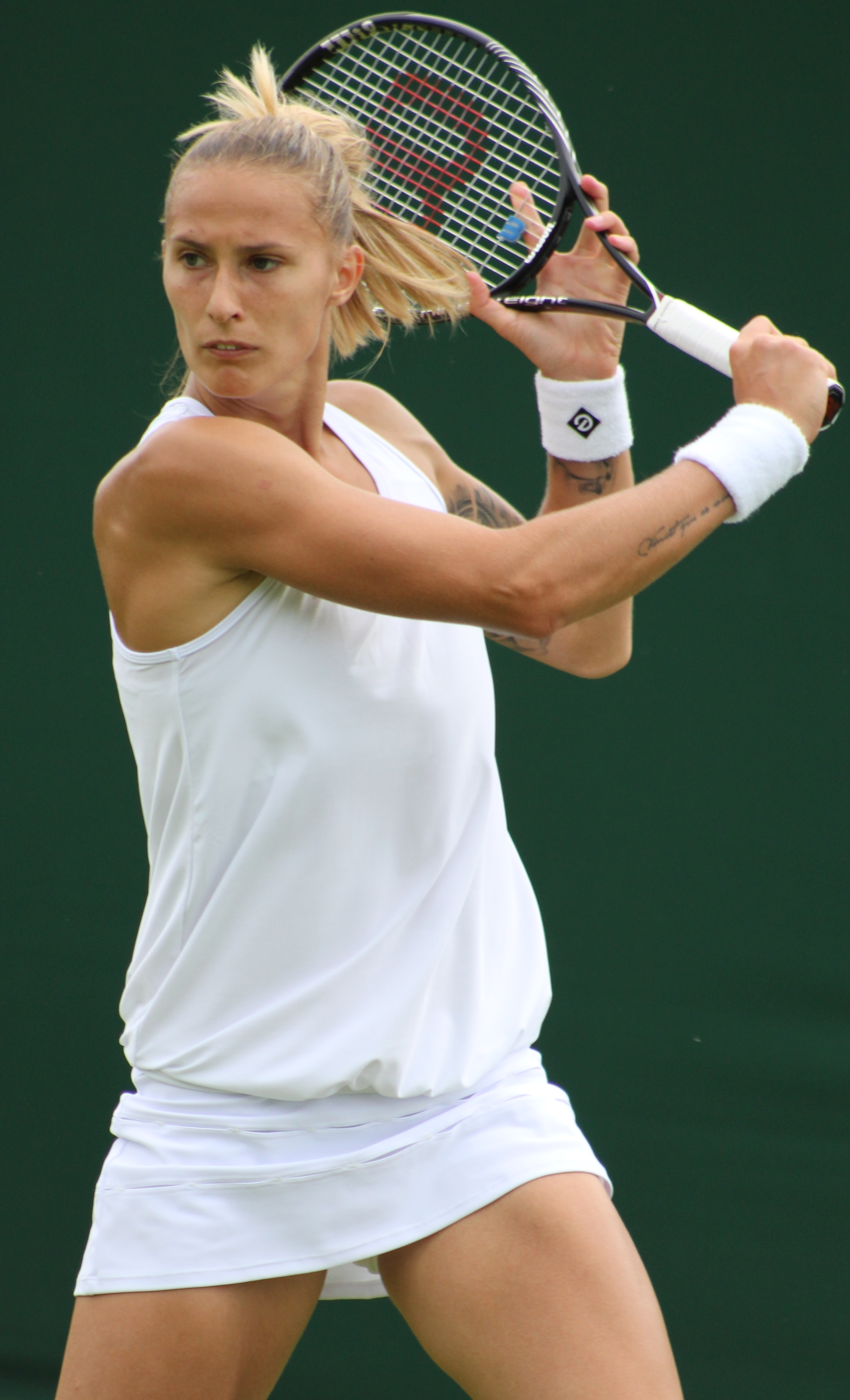
Polona Hercogová
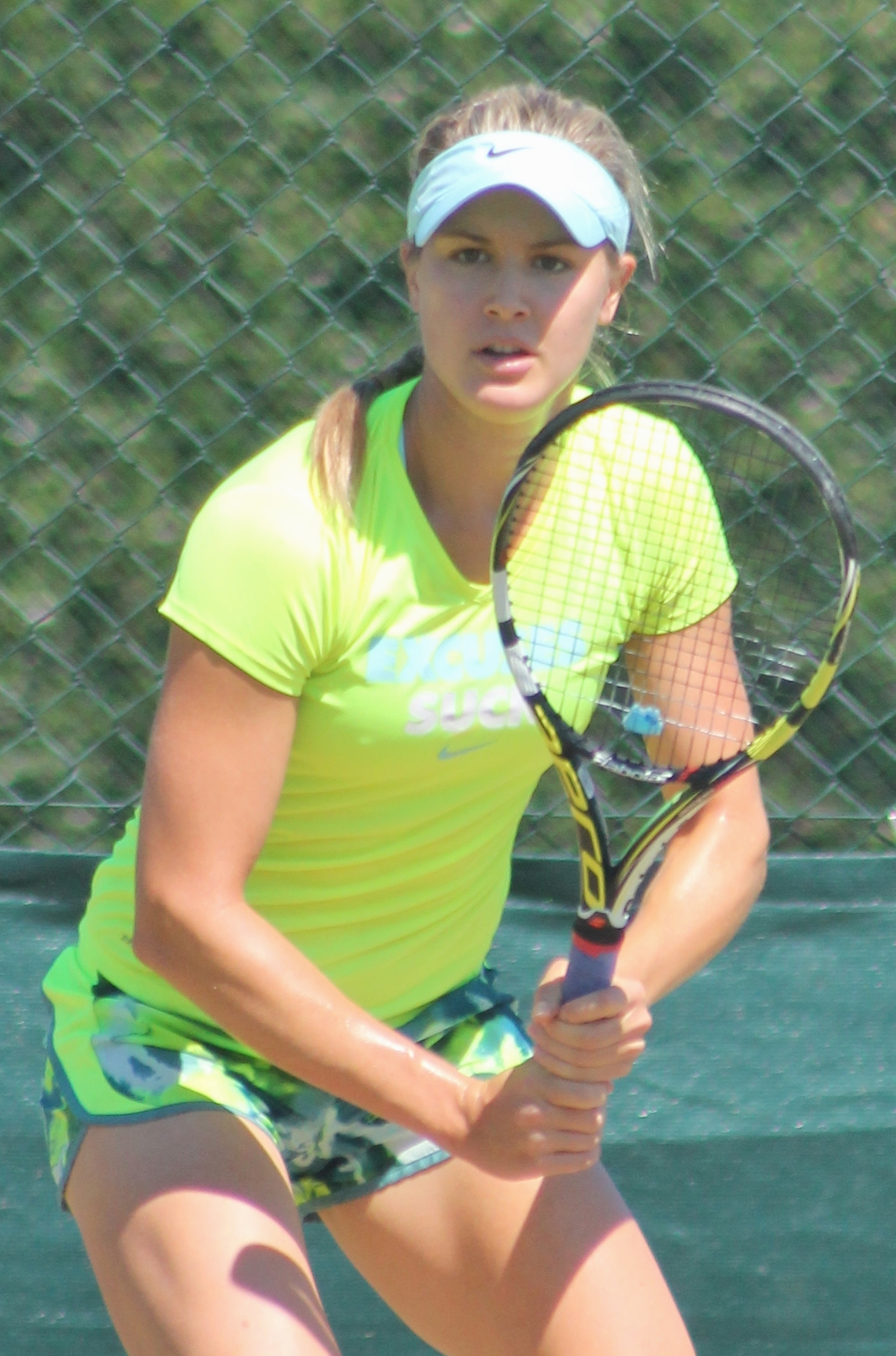
Eugenie Bouchardová

## Divoké karty
Následující tenisté obdrželi divokou kartu do hlavních soutěží.
| - Marcos Baghdatis - Daniel Cox - Kyle Edmund - Daniel Evans - Nick Kyrgios - Daniel Smethurst - Jiří Veselý - James Ward | - Naomi Broadyová - Jarmila Gajdošová - Tara Mooreová - Samantha Murrayová - Kristýna Plíšková - Sílvia Solerová Espinosová - Taylor Townsendová - Věra Zvonarevová |

| - Edward Corrie / Daniel Smethurst - Jamie Delgado / Gilles Müller - Kyle Edmund / Serhij Stachovskyj - Daniel Evans / James Ward - Colin Fleming / Ross Hutchins | - Naomi Broadyová / Eleni Daniilidou - Martina Hingisová / Věra Zvonarevová - Johanna Kontaová / Tara Mooreová - Jocelyn Raeová / Anna Smithová |

### Smíšená čtyřhra
- Colin Fleming /  Jocelyn Raeová
- Ross Hutchins /  Heather Watsonová
- Neal Skupski /  Naomi Broadyová
- James Ward /  Anna Smithová

## Kvalifikanti
Následující tenisté postoupili do hlavních soutěží z kvalifikací.
| 1. Luke Saville 2. James Duckworth 3. Alex Kuznetsov 4. Gilles Müller 5. Ante Pavić 6. Konstantin Kravčuk 7. Marsel İlhan 8. Júiči Sugita 9. Denis Kudla 10. Jimmy Wang 11. Pierre-Hugues Herbert 12. Tim Pütz 13. Samuel Groth 14. Tacuma Itó 15. Jan Hernych 16. Ryan Harrison | 1. Alla Kudrjavcevová 2. Tereza Smitková 3. Timea Bacsinszká 4. Michelle Larcherová de Britová 5. Aleksandra Wozniaková 6. Lesja Curenková 7. Paula Kaniová 8. Ana Konjuhová 9. Victoria Duvalová 10. Tamira Paszeková 11. Anett Kontaveitová 12. Andreea Mituová |

| 1. Marcelo Demoliner / Purav Raja 2. Andreas Siljeström / Igor Zelenay 3. Ryan Harrison / Kevin King 4. Alex Bolt / Andrew Whittington | 1. Ljudmyla Kičenoková / Nadija Kičenoková 2. Jarmila Gajdošová / Arina Rodionovová 3. Pauline Parmentierová / Laura Thorpeová 4. Vesna Doloncová / Daniela Seguelová |